# 26. Mai
Der 26. Mai ist der 146. Tag des gregorianischen Kalenders (der 147. in Schaltjahren), somit bleiben 219 Tage bis zum Jahresende.

## Ereignisse

### Politik und Weltgeschehen
- 0017: Der römische Feldherr Nero Claudius Germanicus führt nach seinen erfolgreichen Feldzügen der beiden vergangenen Jahre nach Germania magna einen Triumphzug durch. Als Trophäen werden dabei unter anderem die Cheruskerprinzessin Thusnelda, Tochter des Segestes und Ehefrau von Arminius, und ihr zwei Jahre alter Sohn Thumelicus mitgeführt.

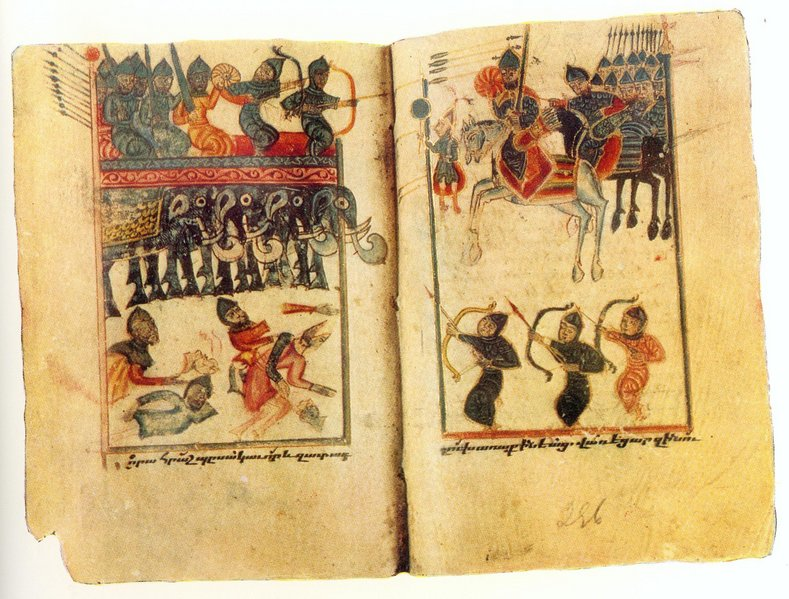
451: Schlacht von Avarayr

- 0451: In der Schlacht von Avarayr kämpfen armenische Aufständische unter Vartan Mamikonian gegen ihre sassanidischen Oberherren unter Yazdegerd II. Obwohl die persischen Sassaniden die Schlacht gewinnen, wird den Armeniern Religionsfreiheit zugesichert.
- 0961: Der Liudolfinger Otto II. wird mit sieben Jahren in Aachen als Mitregent seines Vaters Otto I. zum römisch-deutschen König gekrönt. Gesalbt wird er von den Erzbischöfen Brun von Köln, Wilhelm von Mainz und Heinrich I. von Trier, die anschließend die Vormundschaft über den jungen König übernehmen.
- 1135: In der Kathedrale von León wird König Alfons VII. zum Kaiser ganz Spaniens gekrönt.
- 1231: Das bisher von den Habsburgern beherrschte Tal Uri wird durch den von Heinrich (VII.) ausgestellten Freibrief von Hagenau reichsunmittelbar.
- 1249: In der Schlacht bei Fossalta besiegen Milizen aus Bologna, das in der Zeit der Kämpfe zwischen Ghibellinen und Guelfen den Guelfen nahesteht, unter Kardinal Ottaviano Ubaldini ein kaiserliches Heer. Dessen Anführer, der Kaisersohn Enzio von Sardinien, gerät in Gefangenschaft und bleibt ungeachtet kaiserlichen Drucks auf Freilassung bis zu seinem Tod in der Stadt inhaftiert.

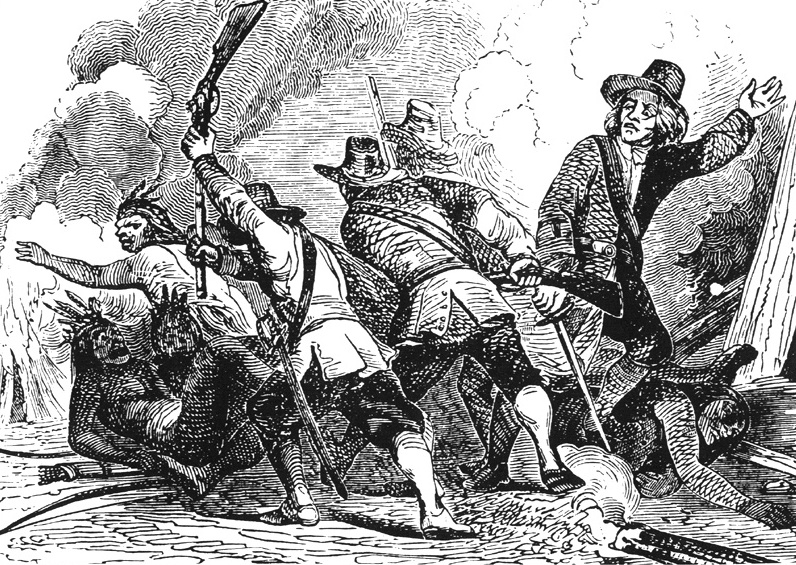
1637: Mystic Massaker

- 1637: Captain John Mason aus Connecticut umstellt mit 90 englischen Kolonisten und mehreren Hundert indianischen Verbündeten ein befestigtes Pequot-Dorf am Mystic River und steckt es in Brand. Beim Mystic Massaker im Pequot-Krieg kommen rund 700 Menschen ums Leben.
- 1679: Durch den Tod seines Vaters Ferdinand Maria wird Maximilian II. Emanuel, vorläufig unter der Vormundschaft seines Onkels Maximilian Philipp Hieronymus von Bayern-Leuchtenberg, Kurfürst und neuer Regent in Bayern.
- 1703: Im Großen Nordischen Krieg erreicht ein schwedisches Heer die Weichsel bei Thorn und beginnt die Belagerung der Stadt. Sie wird von einer sächsischen Garnison der Truppen Augusts des Starken verteidigt.
- 1736: Französische Kolonisten aus Louisiana greifen gemeinsam mit Chahta-Indianern unter dem Kommando von Jean-Baptiste Le Moyne de Bienville ein Chickasaw-Dorf an, weil sie ihre Kolonie über den Mississippi River mit dem nördlichen Teil von Neufrankreich verbinden wollen. Die mit den Briten alliierten Chickasaw wehren den Angriff in der Schlacht von Ackia jedoch erfolgreich ab.
- 1772: König Gustav III. von Schweden stiftet an seinem Krönungstag den Wasaorden, der mit seinem Namen an die Dynastie Wasa erinnern soll.

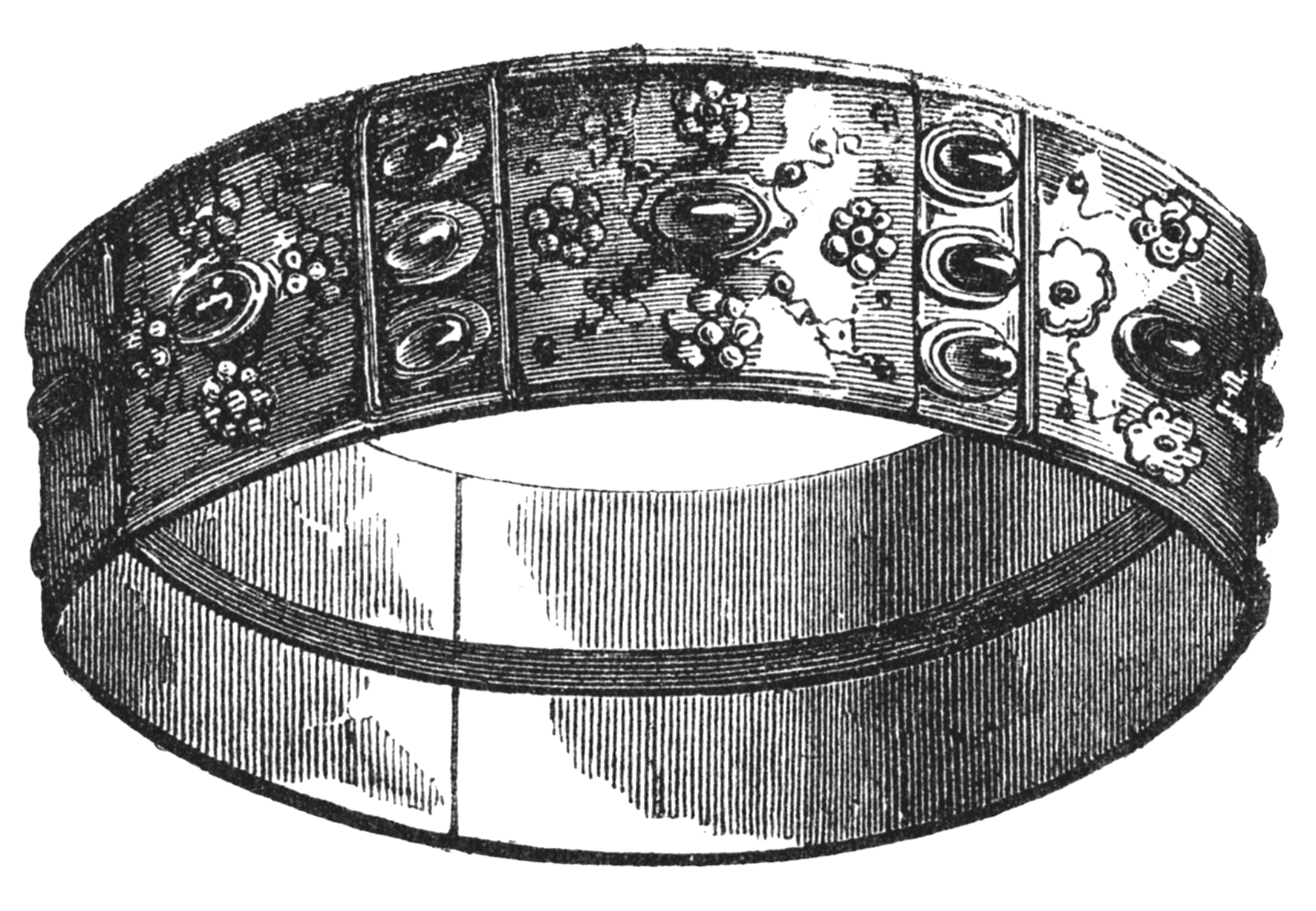
1805: Eiserne Krone

- 1805: Knapp sechs Monate nach seiner eigenhändig erfolgten Kaiserkrönung wird Napoleon Bonaparte im Mailänder Dom mit der Eisernen Krone der Langobarden auch zum König von Italien gekrönt.
- 1818: Bayern unter König Maximilian I. Joseph erhält per Edikt seine zweite Verfassung, welche jene aus dem Jahr 1808 ablöst und die Bildung einer Volksvertretung enthält.
- 1831: Während des Novemberaufstands zur Unabhängigkeit Polens besiegt die Kaiserlich Russische Armee unter Hans Karl von Diebitsch-Sabalkanski die polnische Armee unter Jan Zygmunt Skrzynecki in der Schlacht von Ostroleka.
- 1849: Die drei Königreiche Preußen, Sachsen und Hannover schließen das Dreikönigsbündnis, einen Versuch, die deutsche Einigung unter Führung Preußens und unter Ausschluss Österreichs herzustellen.
- 1857: Auf Vermittlung des französischen Kaisers Napoleon III. im Neuenburgerhandel verzichtet der preußische König Friedrich Wilhelm IV. im Vertrag von Paris auf seine Rechte an Neuenburg und Valangin.

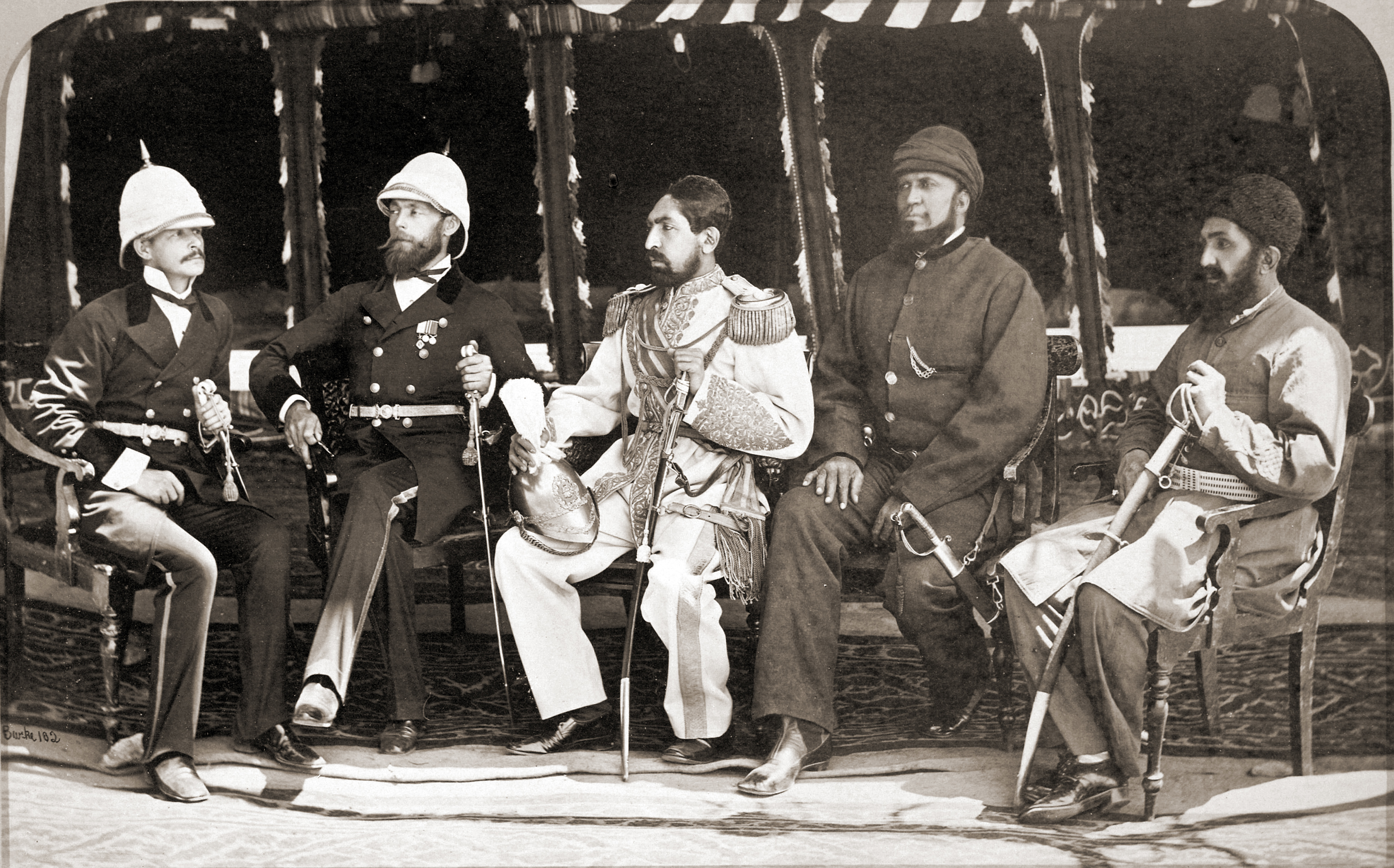
1879: Beim Vertragsschluss in Gandamak

- 1879: Mohammed Yakub Khan für Afghanistan und Louis Cavagnari für Großbritannien schließen den Vertrag von Gandamak und beenden damit die erste Phase des Zweiten Anglo-Afghanischen Kriegs. Großbritannien erhält neben einer Mission in Kabul die Kontrolle über die afghanische Außenpolitik.
- 1911: Das bisherige Reichsland Elsaß-Lothringen erhält eine neue Verfassung, mit der es 40 Jahre nach der Annexion im Deutsch-Französischen Krieg als eigenständiger Bundesstaat des Deutschen Kaiserreichs anerkannt wird.

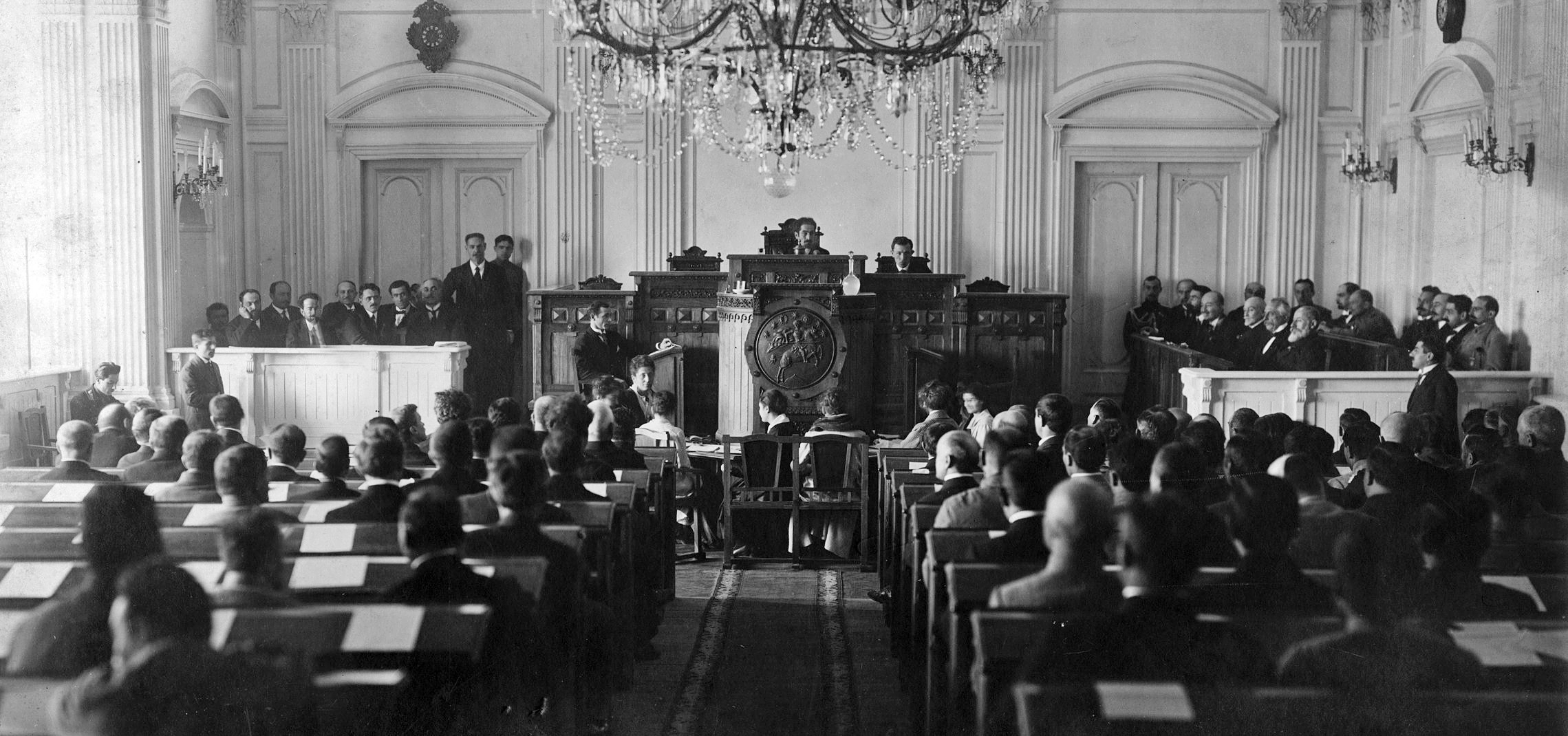
1918: Unabhängigkeitserklärung Georgiens

- 1918: In Georgien ruft die menschewistische Sozialdemokratische Arbeiterpartei unter Nikolos Tschcheidse die Demokratische Republik Georgien aus und erklärt sich von der erst kurz zuvor entstandenen Transkaukasischen Demokratisch-Föderativen Republik unabhängig.
- 1924: Der Senat der Vereinigten Staaten beschließt den vom Eugeniker Madison Grant beeinflussten rassistischen Immigration Act of 1924 zur Beschränkung der Einwanderung in die USA.
- 1940: Im Zweiten Weltkrieg beginnt im Westfeldzug der deutschen Wehrmacht die Schlacht von Dünkirchen. Die Operation Dynamo zur Evakuierung der British Expeditionary Force und von Resten der französischen Armee läuft unter dem Befehl von Admiral Bertram Ramsay an.
- 1942: Das deutsche Afrikakorps unter General Erwin Rommel beginnt im Afrikafeldzug mit dem Unternehmen Theseus zur Eroberung der Festung Tobruk. Gleichzeitig beginnt die bis zum 11. Juni dauernde Schlacht von Bir Hakeim gegen Einheiten der Forces françaises libres unter Pierre Kœnig.
- 1946: In den Parlamentswahlen von 1946 in der Dritten Tschechoslowakischen Republik erhält die kommunistische Partei KSC 31,05 Prozent der Wählerstimmen.

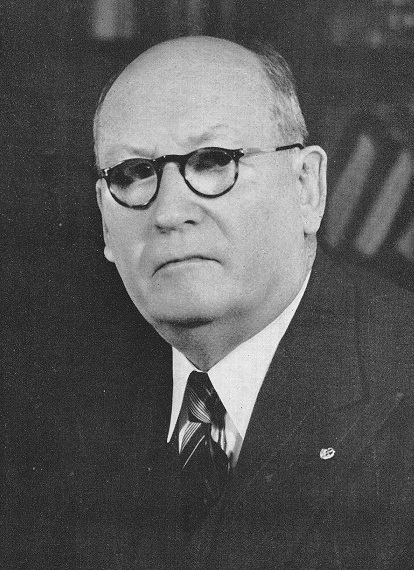
1948: Daniel François Malan

- 1948: Bei der Parlamentswahl in Südafrika wird die Nasionale Party unter Daniel François Malan stärkste Parlamentsgruppe. Die Partei, die für einen strikten Kurs der Apartheidspolitik stand, beeinflusste als dominante politische Kraft in den folgenden vier Jahrzehnten maßgeblich die Entwicklungen im südlichen Afrika.
- 1952: Deutschland schließt mit den westlichen Siegermächten Frankreich, Großbritannien und USA den Deutschlandvertrag. Der Vertrag regelt das Ende des Besatzungsstatuts und gibt Deutschland den Status eines souveränen Staates, tritt allerdings erst 1955 als Teil der Pariser Verträge in Kraft.
- 1966: Britisch-Guayana erlangt unter der Führung von Premierminister Forbes Burnham unter dem Namen Guyana die Unabhängigkeit vom Vereinigten Königreich. Gleichzeitig wird auch die neue Flagge des Landes eingeführt.
- 1969: Vertreter von Bolivien, Chile, Kolumbien, Ecuador und Peru unterzeichnen das Abkommen von Cartagena, mit dem der Andenpakt nach dem Vorbild der Europäischen Gemeinschaften geschaffen wird.
- 1972: Mit der Unterschrift Richard Nixons und Leonid Breschnews unter den ABM-Vertrag zur Begrenzung von Raketenabwehrsystemen als Ergebnis der SALT-I-Verhandlungen in Moskau wird das erste Abkommen zur Rüstungskontrolle zwischen den Supermächten USA und UdSSR getroffen.

1986: Europaflagge

- 1986: Nach der Zustimmung des Europarates, seines Ministerrates, der Europäischen Kommission, des Europäischen Parlamentes, des Ministerrates der Europäischen Gemeinschaften und des Europäischen Gerichtshofes übernehmen die Europäischen Gemeinschaften die bisher vom Europarat verwendete Europaflagge.
- 1991: Bei den Präsidentschaftswahlen in Georgien wird Swiad Gamsachurdia zum ersten demokratisch gewählten Staatsoberhaupt des Landes gekürt.
- 1999: Der Kargil-Krieg zwischen Indien und Pakistan im Konflikt um die Region Kaschmir beginnt mit einem indischen Angriff auf pakistanische Stellungen.
- 2011: Der mutmaßliche Kriegsverbrecher Ratko Mladić, der insbesondere für das Massaker von Srebrenica verantwortlich gemacht wird, wird in Serbien festgenommen.

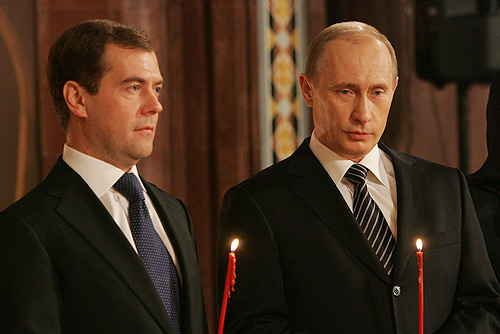
2012: Dmitri Medwedew (l.) und Wladimir Putin

- 2012: Dmitri Medwedew wird auf Vorschlag von Wladimir Putin zum Vorsitzenden der Regierungspartei Einiges Russland gewählt.
- 2012: Während des Bürgerkriegs in Syrien werden beim Massaker in Hula 108 Menschen getötet, mehr als 300 werden verletzt. Obwohl die syrische Regierung eine Beteiligung bestreitet, weisen in der Folge zahlreiche Staaten ranghohe syrische Diplomaten aus, darunter Deutschland, die Vereinigten Staaten, Großbritannien, Frankreich, Italien und Spanien.
- 2020: Ausgelöst durch die Ermordung von George Floyd brechen in Minneapolis-Saint Paul Proteste aus, die bald auf die gesamten Vereinigten Staaten übergreifen und sich schließlich weltweit ausbreiten.

### Wirtschaft
- 1375: In Portugal wird zur Bekämpfung der Nahrungsmittelknappheit neues Land im Wege der Sesmaria vergeben. Dieses agrarrechtliche Lehen wird bei der späteren Besiedlung Brasiliens erneut angewandt.
- 1818: Mit dem neuen Zollgesetz werden die unterschiedlichen Akzisen in Preußen durch einen einheitlichen Außenzoll ersetzt. Preußen beginnt in der Folge mit der Suche nach Partnern zum Aufbau von Zollvereinen.
- 1896: An der New York Stock Exchange wird zum ersten Mal der von den Gründern des Wall Street Journals und des Unternehmens Dow Jones, Charles Dow und Edward D. Jones, entwickelte Aktienindex Dow Jones Industrial Average veröffentlicht. Die Erstnotiz liegt bei 40,94 Punkten.

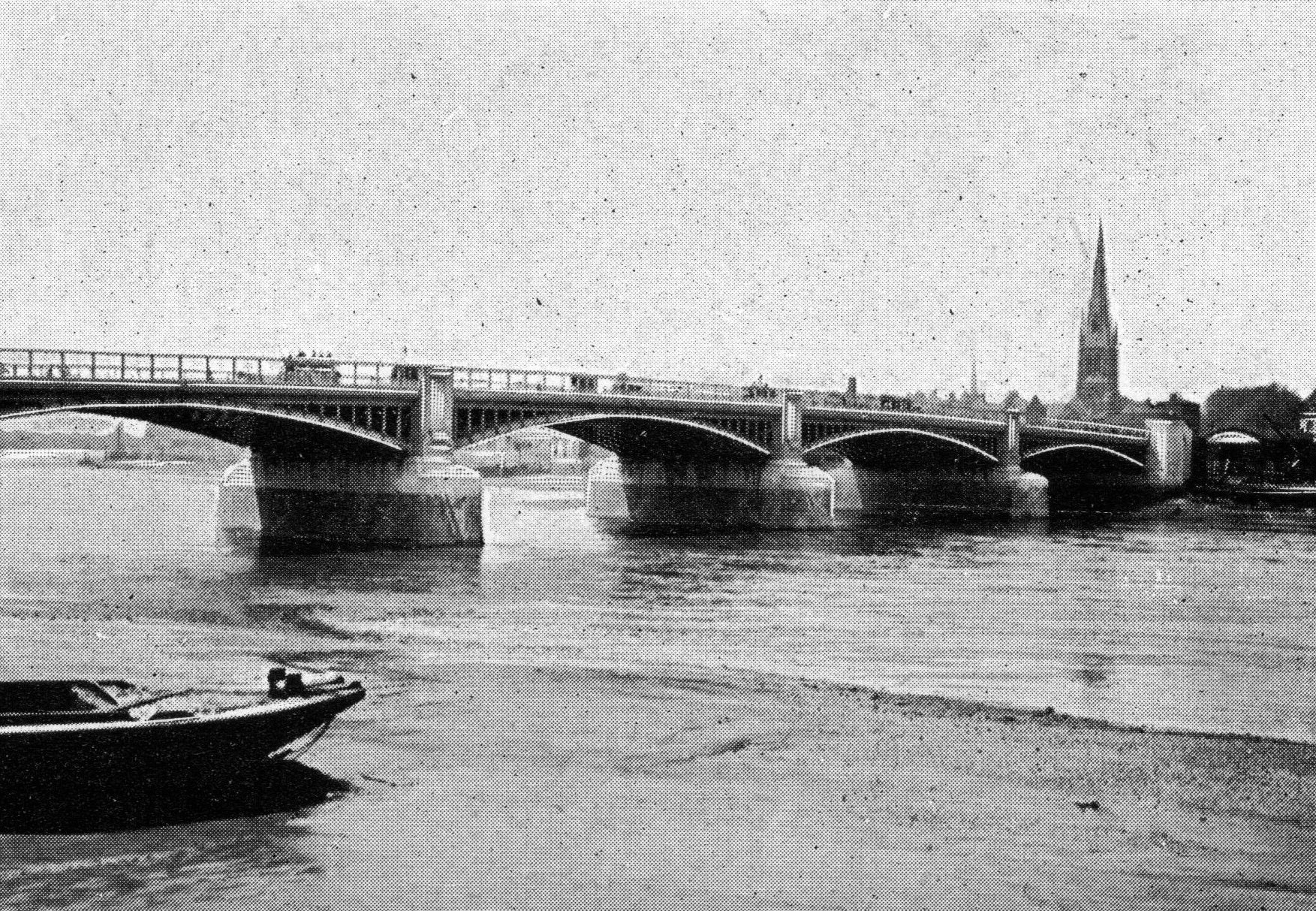
1906: Vauxhall Bridge

- 1906: In London wird die Vauxhall Bridge über die Themse für den Verkehr freigegeben. Das neue Bauwerk ersetzt die zuvor abgerissene erste Brücke aus dem Jahr 1816.
- 1908: In Masdsched Soleyman im Iran wird bei einer Bohrung der Burmah Oil in 360 Metern eines der größten Ölfelder der Welt entdeckt. Wenig später wird die Anglo-Persian Oil Company gegründet.
- 1938: Im niedersächsischen Fallersleben legt Adolf Hitler den Grundstein für das Volkswagenwerk, in dem in Zukunft durch die Gesellschaft zur Vorbereitung des Deutschen Volkswagens mbH unter der Leitung von Ferdinand Porsche der KdF-Wagen hergestellt werden soll.
- 1940: Die von Nationalsozialisten zur Beeinflussung deutscher Intellektueller geschaffene Wochenzeitung Das Reich erscheint mit der Erstausgabe.
- 1964: Der deutsche Bundespräsident Heinrich Lübke, Frankreichs Staatschef Charles de Gaulle und Großherzogin Charlotte von Luxemburg weihen die Großschifffahrtsstraße Mosel ein.

### Wissenschaft und Technik

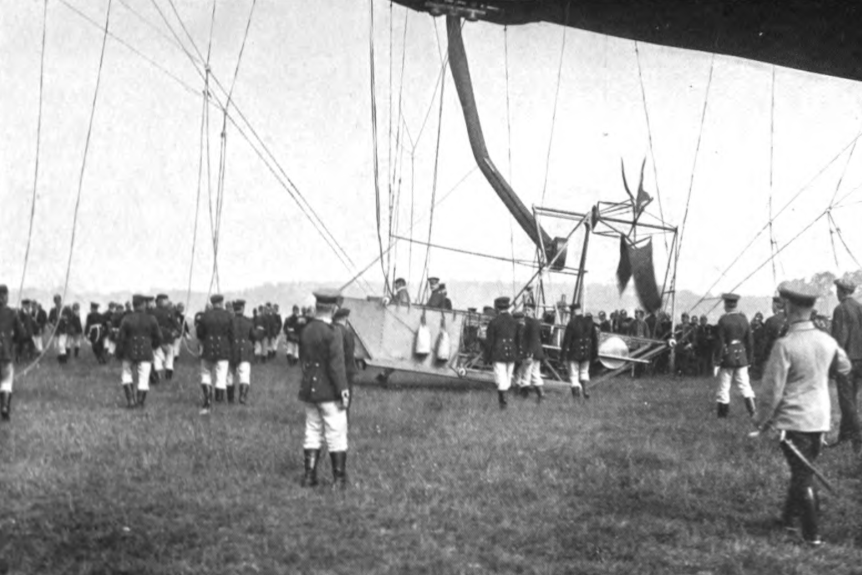
1906: Parseval-Luftschiff kurz vor dem Abheben

- 1906: Der deutsche Ingenieur August von Parseval unternimmt in Berlin-Tegel die erste erfolgreiche Fahrt mit seinem Luftschiff. Pilot des Parseval-Luftschiffes ist Hauptmann von Krogh.
- 1950: Der deutsche Ingenieur und Erfinder Engelbert Zaschka meldet ein Patent zu seinem Faltrad an.
- 1969: Die am 18. Mai gestartete US-amerikanische Raummission Apollo 10 mit den Astronauten Tom Stafford, John Young und Eugene Cernan an Bord kehrt nach erfolgreicher Simulierung einer Mondlandung zur Erde zurück. Beim Wiedereintritt erreicht die Landekapsel eine Geschwindigkeit von 39.897 km/h, die höchste Geschwindigkeit, die von Menschen je erreicht worden ist.

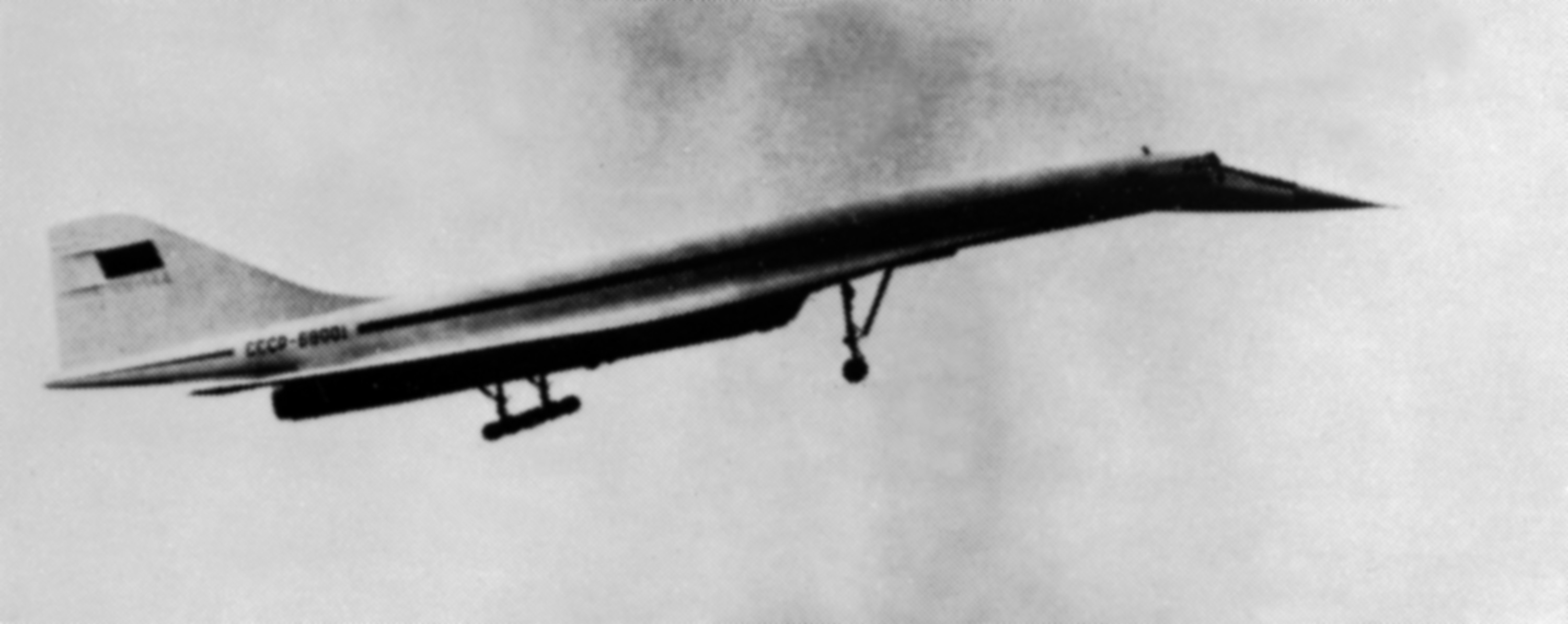
1970: Tupolew Tu-144

- 1970: Als erstes ziviles Verkehrsflugzeug erreicht eine sowjetische Tupolew Tu-144 des Chefkonstrukteurs Alexei Andrejewitsch Tupolew die zweifache Schallgeschwindigkeit Mach 2.
- 2010: Das unbemannte Demonstrationsflugzeug Boeing X-51A absolviert seinen Erstflug. Es beschleunigt dabei bis auf Mach 5 und erreicht eine Flughöhe von 21 Kilometern. Es ist der erste von drei weiteren Testflügen dieses Flugzeugtyps.

### Kultur

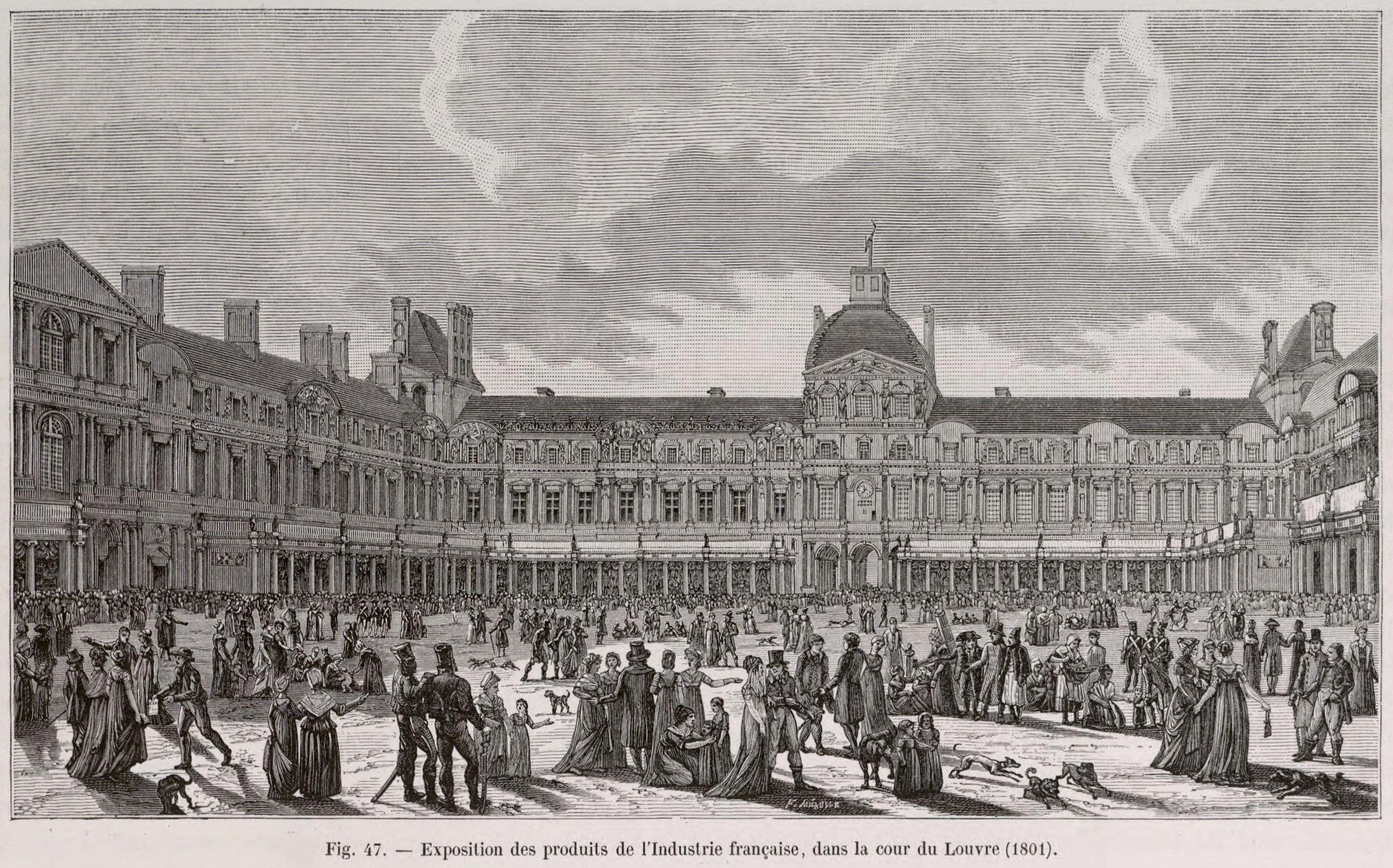
1791: Louvre

- 1791: Der Louvre wird nach einem Dekret der Nationalversammlung auch zum Museum bestimmt, das Werke der Wissenschaften und Künste sammeln soll. Es wird am 10. August 1793 eröffnet.
- 1828: Am Salle du Conservatoire in Paris erfolgt die Uraufführung der ersten noch orchestralen Fassung der Oper Les Francs-Juges von Hector Berlioz. Das Werk ist heute zum großen Teil verschollen.

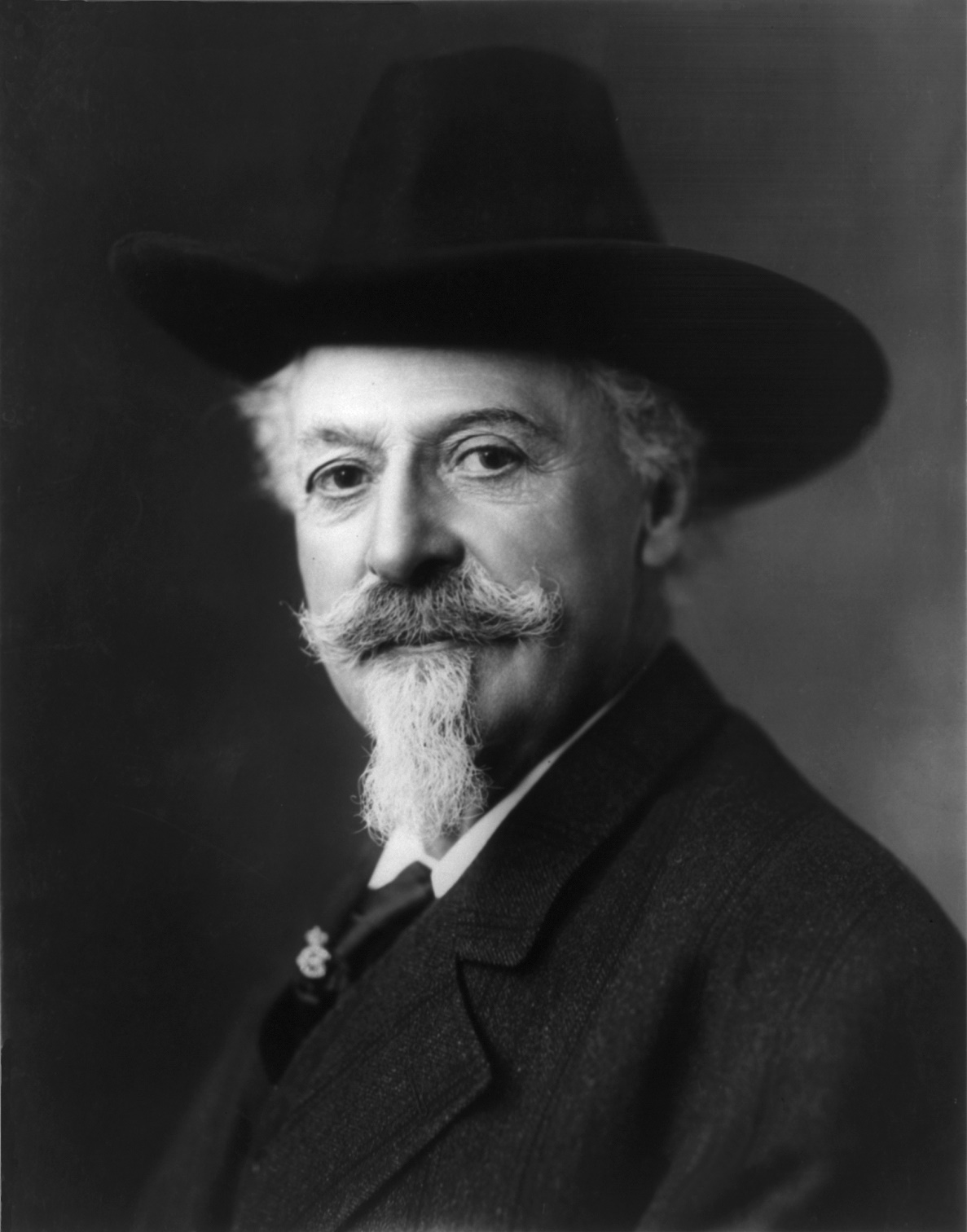
1906: Buffalo Bill

- 1906: William Frederick Cody gastiert mit seiner Völkerschau Buffalo Bill’s Wild West Show im Wiener Prater.
- 1922: Der Stummfilm Dr. Mabuse, der Spieler, 2. Teil: Inferno, ein Spiel von Menschen unserer Zeit des österreichisch-deutschen Regisseurs Fritz Lang, basierend auf der durch Thea von Harbou adaptierten Romanvorlage von Norbert Jacques, mit Rudolf Klein-Rogge in der Titelrolle wird in Deutschland uraufgeführt.
- 1928: Das Messegelände Brünn wird eröffnet.
- 1936: Die Oper Doktor Johannes Faust von Hermann Reutter wird an den Städtischen Bühnen in Frankfurt am Main unter der Regie von Walter Felsenstein uraufgeführt. Das Libretto stammt von Ludwig Andersen alias Ludwig Strecker dem Jüngeren. Es basiert auf dem alten Puppenspiel Doktor Faust in der Fassung von Karl Simrock.
- 1967: In Großbritannien wird das Beatles-Album Sgt. Pepper’s Lonely Hearts Club Band veröffentlicht.
- 2022: Der US-amerikanische Actionfilm TOP GUN: Maverick startet in den deutschen Kinos.

### Gesellschaft

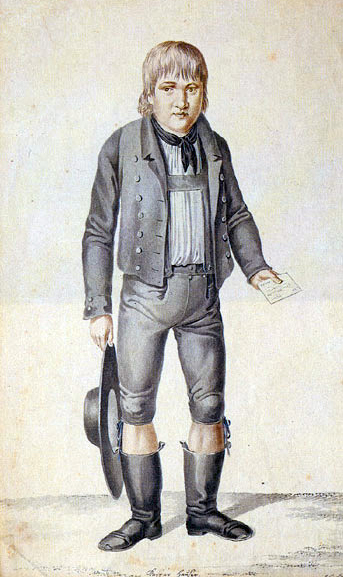
1828: Kaspar Hauser

- 1828: Der etwa 16-jährige Kaspar Hauser taucht auf dem Unschlittplatz in Nürnberg auf und spricht den Schuhmachermeister Weickmann an. Sein Fall erregt bald internationales Aufsehen.
- 1977: Der später als Human Fly oder Spiderman bekannte US-amerikanische Gebäudekletterer George Willig erklettert die 110 Stockwerke des Südturms des früheren World Trade Centers und erlangt damit internationale Berühmtheit. Oben wird er von Polizisten in Empfang genommen und zu einer symbolischen Geldstrafe von 1,10 Dollar verurteilt – 1 Cent pro Stockwerk.

### Religion

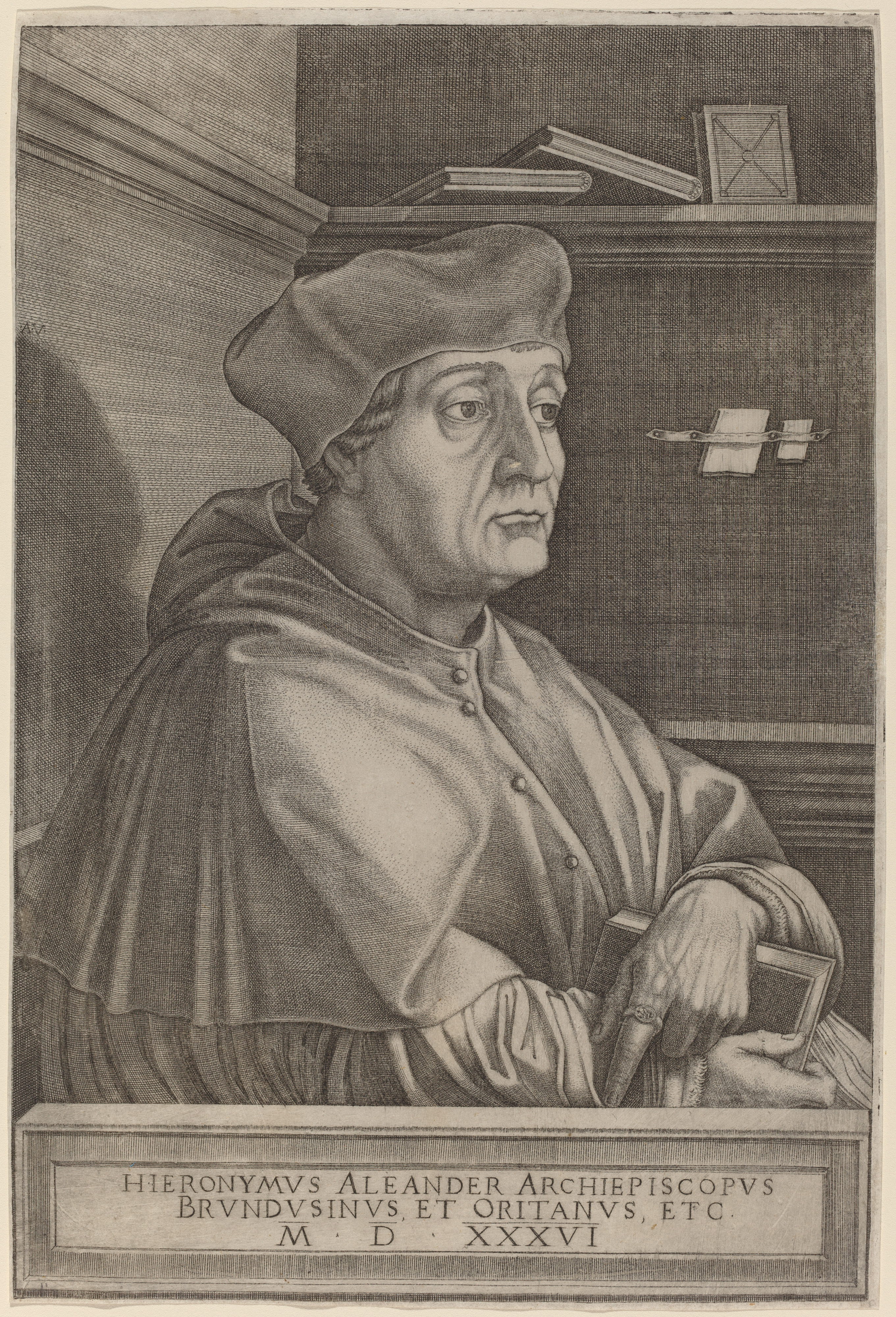
1521: Hieronymus Aleander

- 1521: Einen Tag nach dem Ende des Reichstages zu Worms wird von den zurückgebliebenen Reichsständen das vom päpstlichen Nuntius Hieronymus Aleander entworfene Wormser Edikt öffentlich bekanntgemacht, mit dem die Reichsacht über den Reformator Martin Luther verhängt wird.
- 1910: Die dem Andenken des Heiligen Karl Borromäus gewidmete Enzyklika Editae saepe des Papstes Pius X. löst in Deutschland erhebliche Entrüstung von Protestanten aus. Einige Textpassagen werden von ihnen als beleidigend verstanden.

### Katastrophen
- 1822: Beim Brand der Stabkirche im norwegischen Grue sterben am ersten Pfingsttag mindestens 113 Menschen.
- 1917: Die Stadt Mattoon im US-Bundesstaat Illinois wird von einem Tornado der Stärke F4 nach der Fujita-Skala verwüstet, der 101 Menschenleben fordert. Im nahegelegenen Charleston kommen weitere 50 Menschen ums Leben.

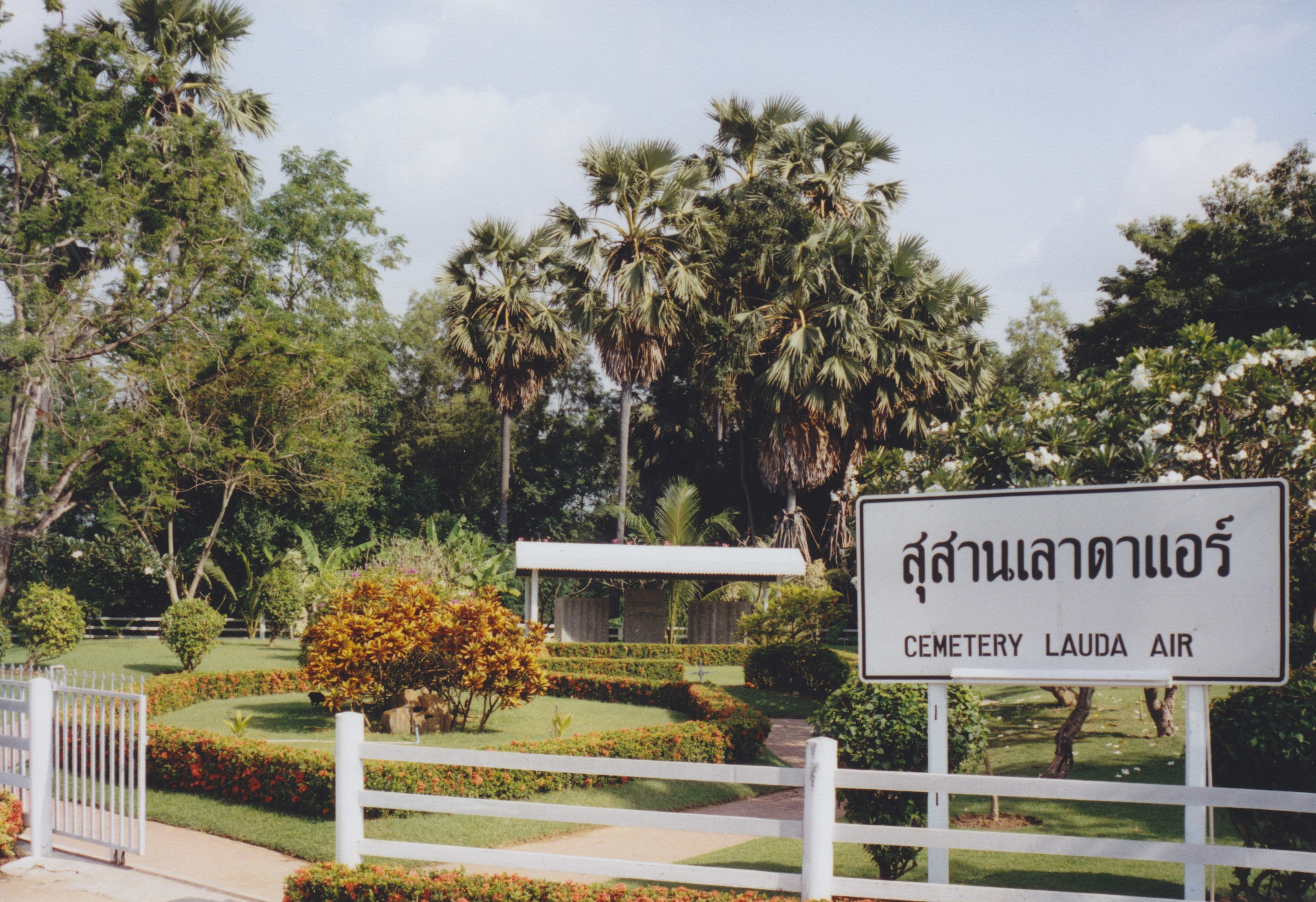
1991: Gedenkanlage für Flug 004

- 1991: Bei einer Boeing 767 der Lauda Air schaltet sich nahe Bangkok durch einen Systemfehler im Steigflug die Schubumkehr ein. Der Absturz der Maschine führt zum Tod aller 223 Menschen an Bord.

Kleinere Unglücksfälle sind in den Unterartikeln von Katastrophe und in der Liste von Katastrophen aufgeführt.

### Sport
- 1851: In London beginnt im Rahmen der Great Exhibition das von Howard Staunton organisierte erste internationale Schachturnier, das bis zum 15. Juli dauern wird. Das Turnier hatte schließlich sechzehn Teilnehmer, darunter auch Adolf Anderssen, Marmaduke Wyvill, József Szén und Lionel Kieseritzky.

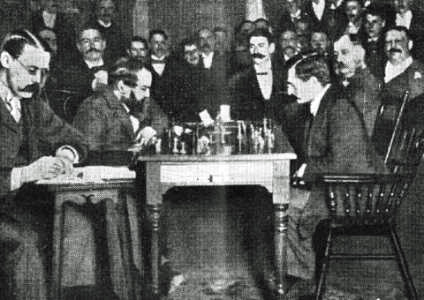
1894: Steinitz (l.) gegen Lasker (r.)

- 1894: Der Deutsche Emanuel Lasker wird durch einen Wettkampfsieg gegen den Österreicher Wilhelm Steinitz (Ergebnis: 10–5 Siege; 4 Remis) zweiter Schachweltmeister.
- 1907: Auf einem Golftag in Hamburg wird von acht Golfclubs der Deutsche Golf Verband (DGV) als Dachverband gegründet. Es ist heute einer der größten Sportverbände Deutschlands.
- 1913: Das Internationale Olympische Komitee (IOC) disqualifiziert den als Profisportler enttarnten Olympiasieger James Thorpe und sperrt ihn auf Lebenszeit.

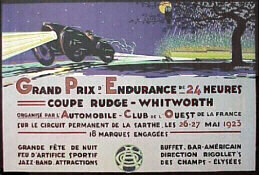
1923: Werbung für das erste Rennen von Le Mans

- 1923: Im französischen Le Mans beginnt das erste 24-Stunden-Rennen. Veranstalter ist der Automobile Club de l’Ouest.
- 1927: Auf dem Badberg-Viereck in Hohenstein-Ernstthal bei Chemnitz, dem späteren Sachsenring, findet das erste Rennen statt.
- 1966: Der türkische Fußballverein Denizlispor wird gegründet.
- 1967: Auf Initiative von Willi Daume wird die gemeinnützige Stiftung Deutsche Sporthilfe zur ideellen und materiellen Förderung von Sportlern in Berlin gegründet. Erster Vorsitzender wird Josef Neckermann.
- 1972: Das Münchener Olympiastadion wird eröffnet.
- 1999: Manchester United besiegt im Finale der UEFA Champions League 1998/99 in Camp Nou in Barcelona den FC Bayern München durch zwei Tore in der Nachspielzeit mit 2:1.

Einträge von Leichtathletik-Weltrekorden befinden sich unter der jeweiligen Disziplin unter Leichtathletik.

## Geboren

### Vor dem 18. Jahrhundert
- 1119: Jaroslaw Osmomysl, russischer Fürst
- 1251: Burchard von Avesnes, Bischof von Metz
- 1264: Koreyasu, siebter Shōgun Japans
- 1396: Johann, Titular-Graf von Freiburg, Graf von Neuenburg und Herr von Badenweiler
- 1478: Clemens VII., Papst
- 1550: Fabian I. von Dohna, Feldobrist und Söldnerführer, Hofmarschall und Abgesandter
- 1561: Wolf Jacob Stromer, Ratsbaumeister der Stadt Nürnberg
- 1562: Jakob III. von Baden, Markgraf von Baden-Hachberg
- 1562: Andreas Osiander der Jüngere, deutscher lutherischer Theologe und Kirchenlieddichter
- 1566: Mehmed III., Sultan des Osmanischen Reiches
- 1591: Olimpia Maidalchini, römische Adelige
- 1591: Dirck Janszoon Sweelinck (Taufdatum), niederländischer Organist und Komponist
- 1602: Philippe de Champaigne, französischer Maler
- 1650: John Churchill, 1. Duke of Marlborough, englischer Feldherr
- 1661: Ludwig Andreas Gotter, deutscher Kirchenlieddichter und Jurist
- 1667: Abraham de Moivre, französischer Mathematiker
- 1671: Burkhard Gotthelf Struve, deutscher Polyhistor und Bibliothekar
- 1681: Anton II. von Aldenburg, deutscher Reichsgraf

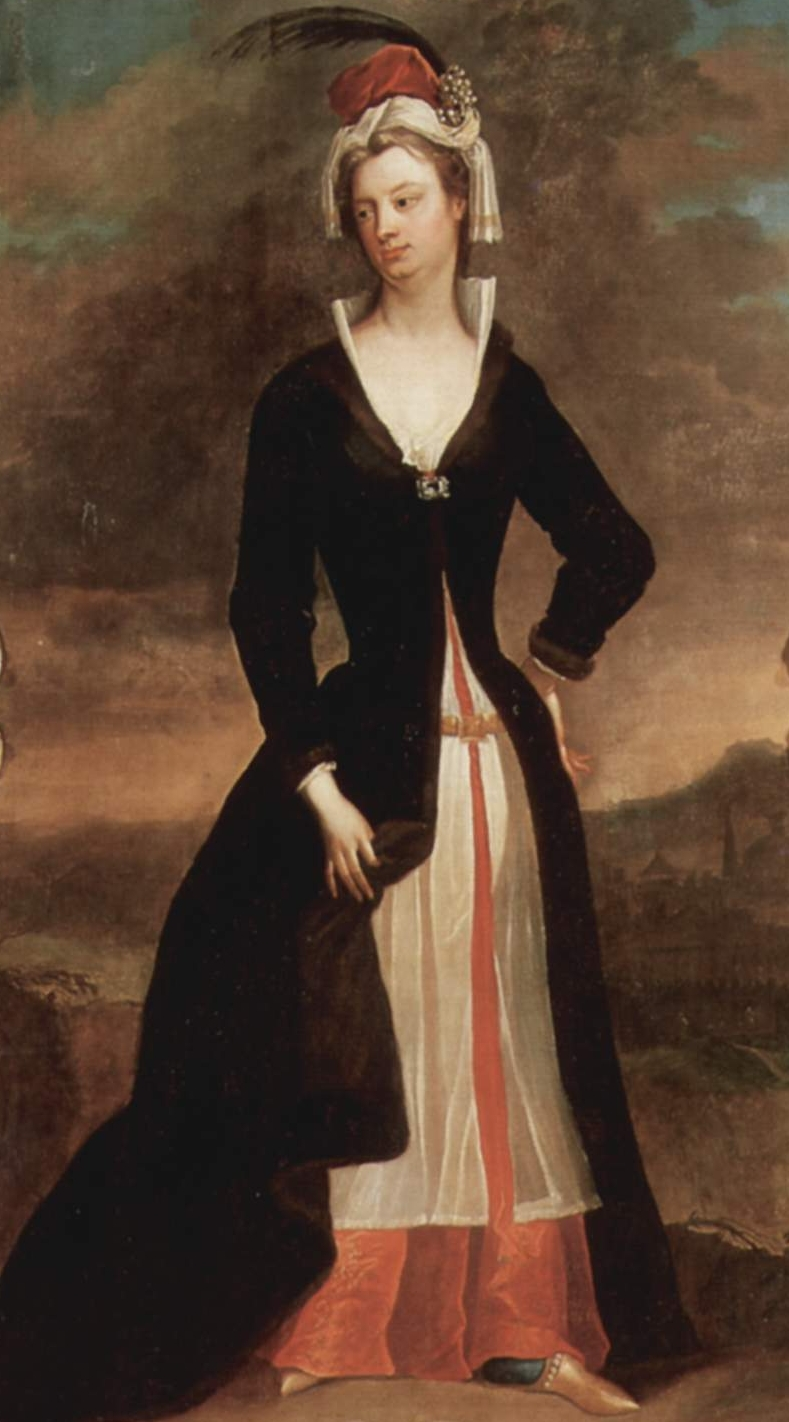
Mary Wortley Montagu (* 1689)

- 1689: Mary Wortley Montagu, englische Schriftstellerin
- 1699: Nikita Jurjewitsch Trubezkoi, russischer Staatsmann, Generalprokureur und Feldmarschall
- 1700: Nikolaus Ludwig von Zinzendorf, deutscher lutherisch-pietistischer Theologe und Dichter, Gründer der Herrnhuter Brüdergemeine

### 18. Jahrhundert
- 1701: Jean-Joseph Rallier des Ourmes, französischer Mathematiker und Enzyklopädist
- 1735: Caspar Frederik Harsdorff, dänischer Architekt
- 1746: Johann Friedrich Doles der Jüngere, deutscher Komponist
- 1753: Johann Friedrich Anthing, deutscher Silhouetteur
- 1759: Johann Kaspar Friedrich Manso, deutscher Historiker und Philologe
- 1764: Edward Livingston, US-amerikanischer Außenminister
- 1773: Hans Georg Nägeli, Schweizer Komponist
- 1782: Joseph Drechsler, böhmisch-österreichischer Komponist und Musikpädagoge
- 1791: August Grahl, deutscher Miniaturmaler
- 1794: Friedrich Wilhelm Rembert von Berg, russischer Feldmarschall
- 1796: Armand Joseph Bruat, französischer Admiral
- 1798ː Wilhelmine Bardua, deutsche Schriftstellerin, Dichterin, Sängerin, Gesangspädagogin, Dramaturgin und Salonnière
- 1799: August Kopisch, deutscher Maler und Schriftsteller (Die Heinzelmännchen zu Köln)

### 19. Jahrhundert

#### 1801–1850
- 1801: Hermann Karsten, deutscher evangelisch-lutherischer Theologe
- 1806: Vinzenz Jakob von Zuccalmaglio, deutscher Schriftsteller
- 1808: Isaac van Amburgh, US-amerikanischer Dompteur
- 1812: Otfried Hans von Meusebach, deutsch-US-amerikanischer Farmer, Botaniker und Senator
- 1812: Johann Adolf Karl van Heusde, niederländischer Philologe und Literaturwissenschaftler
- 1812: Joseph Otto Roehmer, königlich-preußischer Generalmajor
- 1813: Clemens August Kiel, deutscher Komponist, Dirigent und Geiger

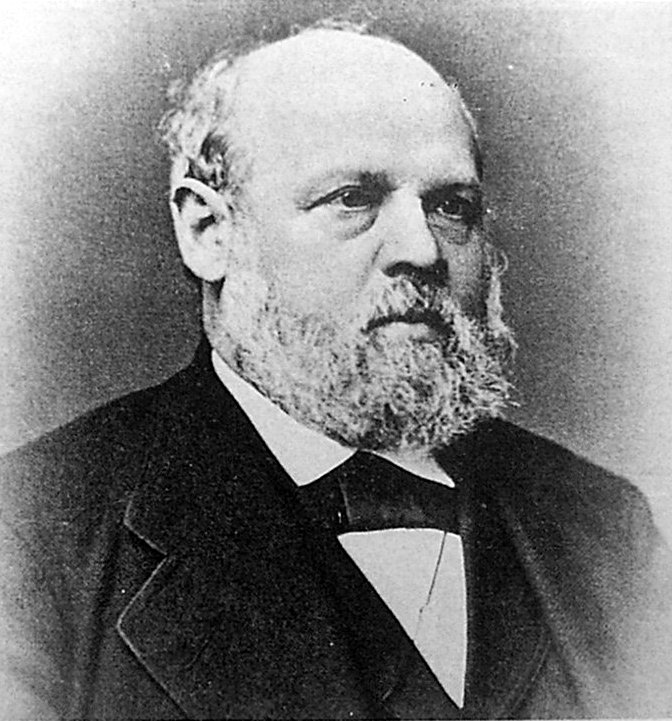
Heinrich Geißler (* 1814)

- 1814: Heinrich Geißler, deutscher Glasbläser, Instrumentenbauer und Erfinder

Maria Katharina Kasper (* 1820)

- 1820: Maria Katharina Kasper, heiliggesprochene katholische Kongregationsgründerin
- 1821: Amalie Dietrich, deutsche Botanikerin und Zoologin
- 1822: Auguste Reuß zu Köstritz, Großherzogin von Mecklenburg
- 1822: Edmond und Jules de Goncourt, französischer Schriftsteller
- 1825: Felipe Gutiérrez y Espinosa, puerto-ricanischer Komponist
- 1826: Richard Christopher Carrington, britischer Astronom
- 1826ː Elisabeth Michailowna Romanowa, russische Großfürstin und Herzogin von Nassau
- 1832: Arnold Hug, Schweizer Altphilologe
- 1832: Nakamura Keiu, japanischer Pädagoge und Übersetzer
- 1835: Edward Porter Alexander, US-amerikanischer General
- 1837: Johannes Schiess, Schweizer Arzt und Förderer der Archäologie
- 1842: Evald Rygh, norwegischer Finanzminister
- 1849: Albert Adamo, deutscher Genremaler und Zeichner
- 1849: Hubert von Herkomer, britischer Maler und Bildhauer, Musiker und Schriftsteller

#### 1851–1900
- 1856: Alexander Bernewitz, deutsch-baltischer Propst und evangelischer Märtyrer
- 1859: Felipe Agoncillo, philippinischer Jurist und Diplomat
- 1860: Max von Stetten, deutscher Offizier, Kommandeur der Kaiserlichen Schutztruppe für Kamerun

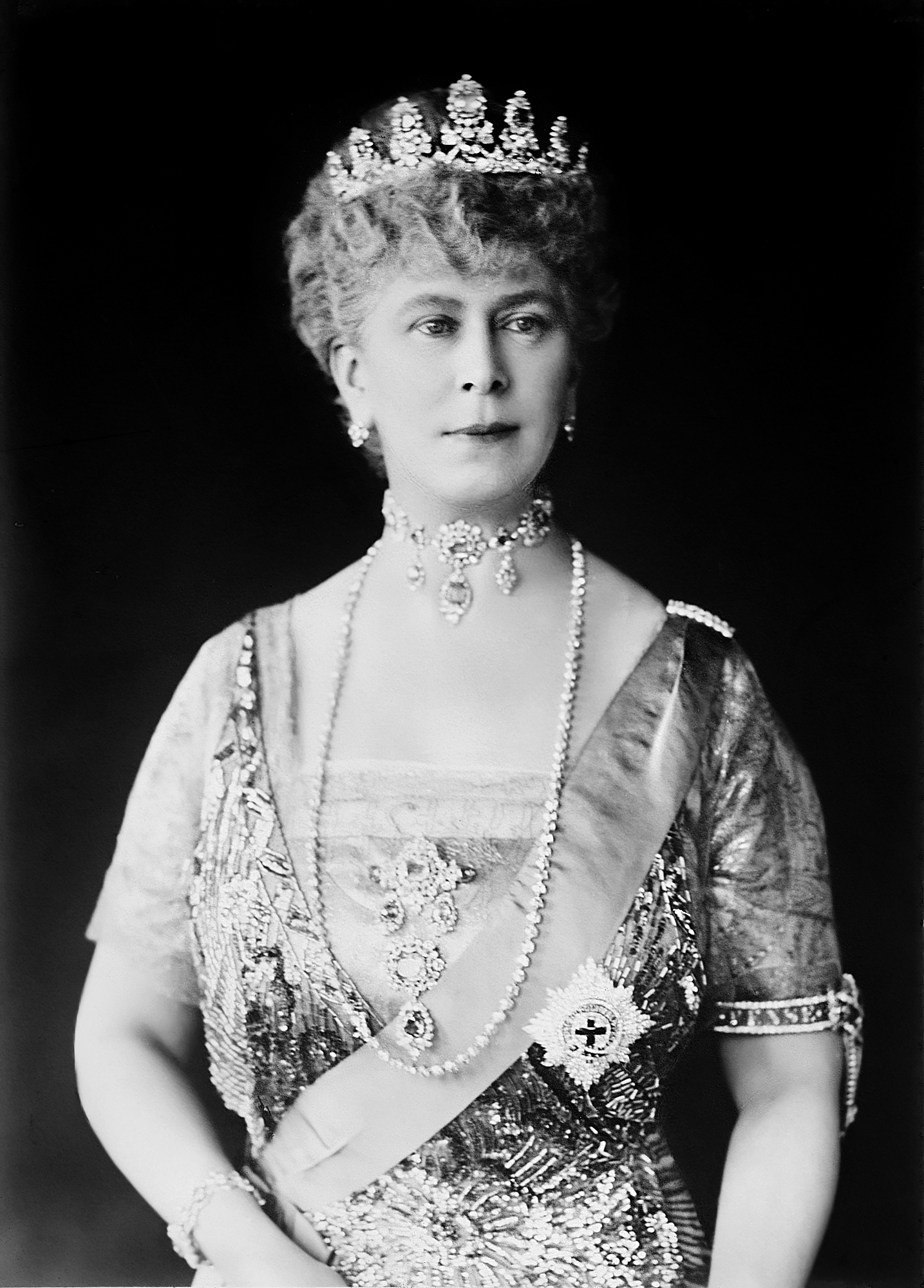
Maria von Teck (* 1867)

- 1867: Maria von Teck, Gemahlin des britischen Königs Georg V.
- 1868: Louise Ranco, deutsche Sängerin (Sopran)
- 1873: Olaf Gulbransson, norwegischer Maler und Zeichner (Simplicissimus)
- 1873: Cornelis Gerrit Nicolaas de Vooys, niederländischer Niederlandist
- 1875: Stan Golestan, rumänischer Komponist und Musikkritiker
- 1875: Harold Steinacker, deutscher Historiker
- 1875: Helene Voigt-Diederichs, deutsche Schriftstellerin
- 1876: Rudolf Winderlich, deutscher Chemielehrer, Chemiedidaktiker und Chemiehistoriker
- 1877: Mirzl Hofer, österreichische Sängerin und Jodlerin
- 1878: Chris Lebeau, niederländischer Künstler und Anarchist
- 1881: Adolfo de la Huerta, Sänger, Politiker und Präsident von Mexiko
- 1882: Heinrich Deiters, deutscher Schriftsteller und Journalist
- 1882: Ferdinand Steiniger, deutscher Grafiker

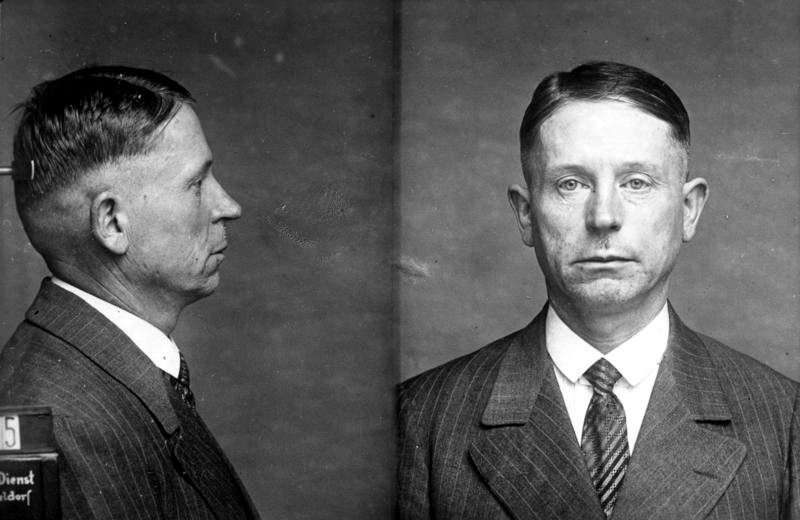
Peter Kürten (* 1883)

- 1883: Peter Kürten, deutscher Serienmörder
- 1885: Josef Achmann, deutscher Maler und Grafiker
- 1885: Gaston Baty, französischer Regisseur, Dramatiker und Theaterleiter
- 1886: Al Jolson, US-amerikanischer Schauspieler

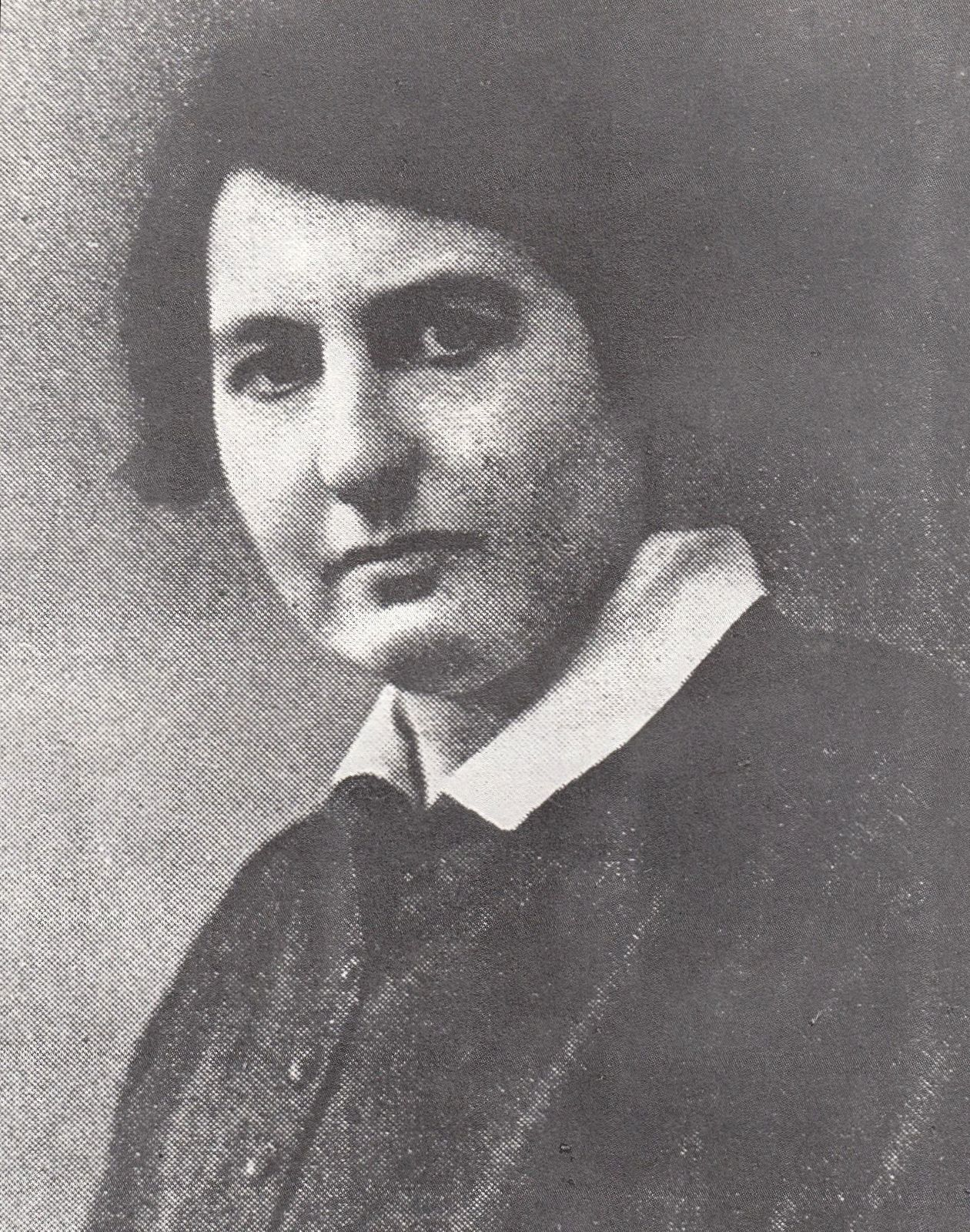
Stefania Wilczyńska (* 1886)

- 1886: Stefania Wilczyńska, polnisch-jüdische Lehrerin und Erzieherin, Opfer der Shoah
- 1890: Samuel Feinberg, ukrainisch-russischer Pianist und Komponist
- 1891: Mamie Smith, US-amerikanische Sängerin, Tänzerin und Schauspielerin
- 1892: Maxwell Bodenheim, US-amerikanischer Schriftsteller
- 1893: Peggy Hopkins Joyce, US-amerikanische Schauspielerin
- 1894: Esther von Kirchbach, deutsche Publizistin
- 1895: Dorothea Lange, US-amerikanische Fotografin
- 1895: Tanikawa Tetsuzō, japanischer Philosoph
- 1897: Marga Meusel, deutsche Fürsorgerin und Gerechte unter den Völkern
- 1898: Ernst Bacon, US-amerikanischer Komponist, Dirigent, Pianist und Musikpädagoge
- 1900: Vítězslav Nezval, tschechischer Dichter, Schriftsteller und Übersetzer

### 20. Jahrhundert

#### 1901–1925

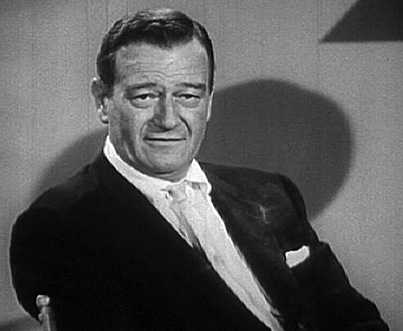
John Wayne (* 1907)

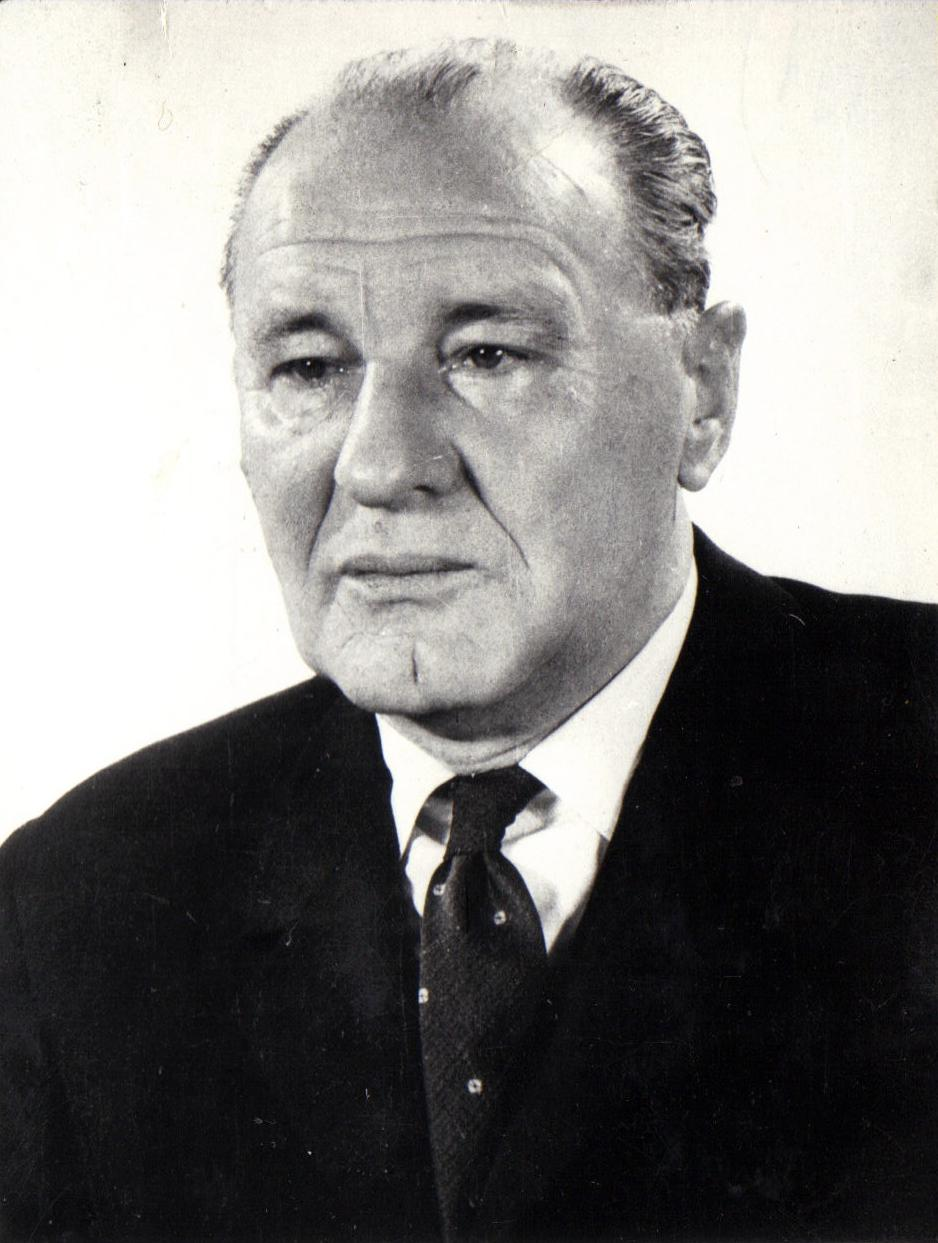
János Kádár (* 1912)

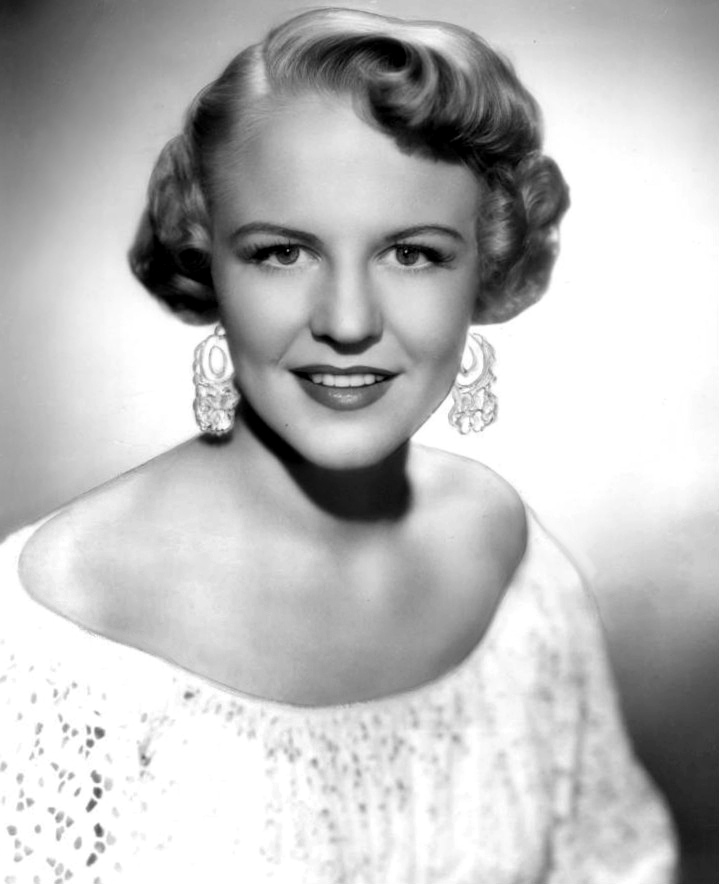
Peggy Lee (* 1920)

- 1901: Walter Zirpins, deutscher Jurist und Polizeibeamter, Ermittler und Sachverständiger im Reichstagsbrandprozess 1933
- 1904: Erika Pannwitz, deutsche Mathematikerin
- 1906: Mauri Rose, US-amerikanischer Automobilrennfahrer
- 1907: John Wayne, US-amerikanischer Schauspieler
- 1907: Roberto Ago, italienischer Jurist, Mitglied der UN-Völkerrechtskommission, Richter am Internationalen Gerichtshof
- 1908: Alexei Nikolajewitsch Arbusow, russischer Dramatiker
- 1908: Eugen Kapp, estnischer Komponist
- 1908: Arie Maasland, niederländischer Komponist und Musiker
- 1908: Robert Morley, britischer Schauspieler und Schriftsteller
- 1909: Matt Busby, britischer Fußballtrainer
- 1909: Papa Charlie McCoy, US-amerikanischer Blues-Gitarrist, Sänger und Mandolinen-Spieler
- 1909: Steffy Stahl, österreichische Tänzerin, Tanzlehrerin und Choreographin
- 1910: Laurance Rockefeller, US-amerikanischer Milliardär
- 1911: Ben Alexander, US-amerikanischer Schauspieler
- 1912: János Kádár, ungarischer Politiker, Ministerpräsident
- 1913: Annemarie Ackermann, deutsche Politikerin, MdB
- 1913: Androniqi Zengo Antoniu, albanische Malerin
- 1916: Halil İnalcık, türkischer Historiker
- 1917: Isabella Nadolny, deutsche Schriftstellerin und Übersetzerin
- 1919: Claus von Aderkas, deutscher Theologe
- 1919: Alfons Dalma, kroatisch-österreichischer Journalist
- 1919: Rubén González, kubanischer Pianist
- 1920: John Dall, US-amerikanischer Schauspieler
- 1920: Peggy Lee, US-amerikanische Sängerin
- 1921: Hildegard Koop, deutsche Turnerin
- 1921: Walter Laqueur, deutsch-US-amerikanischer Historiker
- 1921: Ladislas Mandel, ungarisch-französischer Typograf
- 1922: Werner Augustiner, österreichischer Maler
- 1922: Reinhard Goerdeler, deutscher Rechtsanwalt und Wirtschaftsprüfer
- 1922: Herbert Schade, deutscher Leichtathlet, Olympiamedaillengewinner
- 1922: Ida Valeton, deutsche Geologin

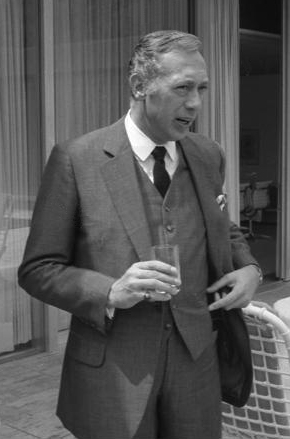
Horst Tappert (* 1923)

- 1923: Horst Tappert, deutscher Schauspieler
- 1923: James Arness, US-amerikanischer Schauspieler
- 1923: Roy Dotrice, britischer Schauspieler
- 1923: Alfons Höckmann, deutscher Schauspieler, Theaterleiter und Regisseur
- 1923: Arno Gruen, deutsch-schweizerischer Autor, Psychologe und Psychoanalytiker
- 1925: Willem Hendrik Zwart, niederländischer Organist und Komponist

#### 1926–1950

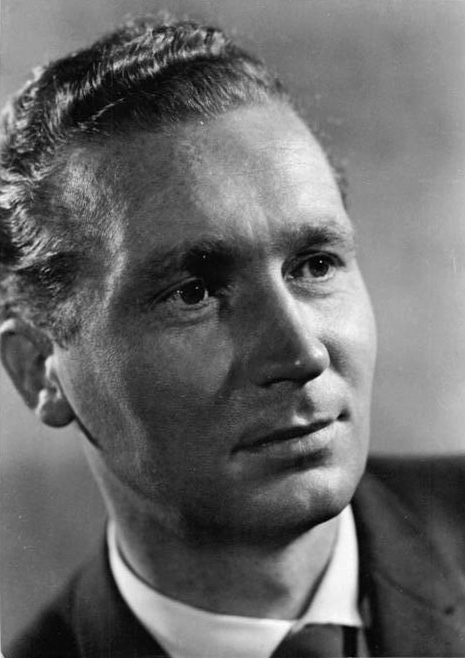
Frank Beyer (* 1932)

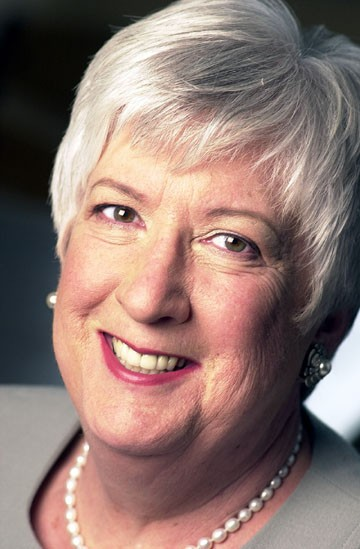
Pat Carney (* 1935)

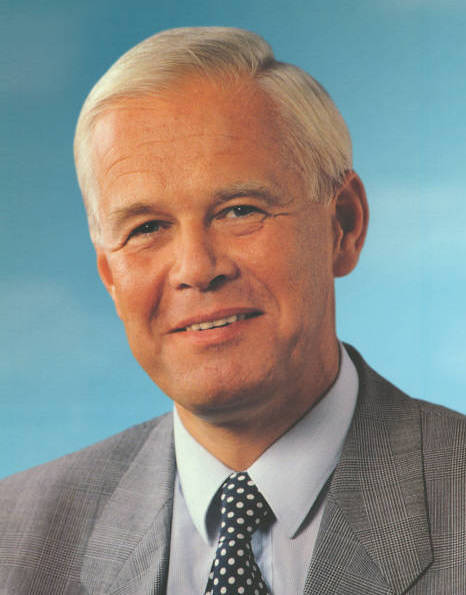
Manfred Kanther (* 1939)

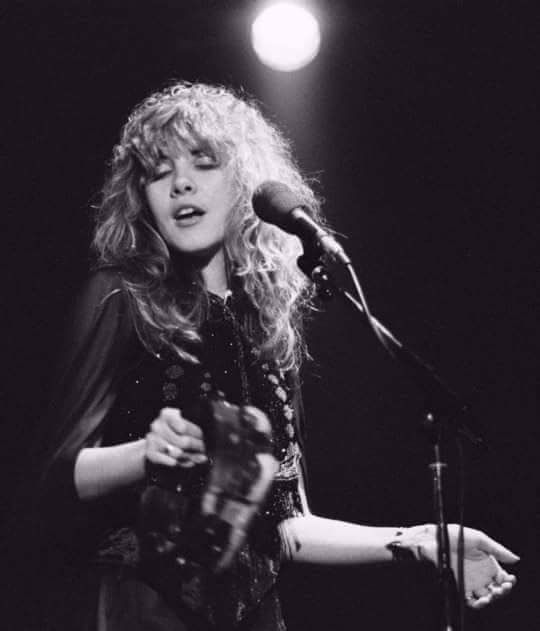
Stevie Nicks (* 1948)

- 1926: Miles Davis, US-amerikanischer Jazz-Trompeter
- 1926: Joseph Horovitz, britischer Komponist und Dirigent
- 1926: Otto Wüst, Bischof von Basel
- 1927: Christian Graf von Krockow, deutscher Politikwissenschaftler und Schriftsteller
- 1927: Karen Meffert, Schweizer Radio- und Fernsehmoderatorin
- 1927: Antonio Prieto, chilenischer Sänger und Schauspieler
- 1928: Lore Neugebauer, deutsche Politikerin
- 1928: Augusto Aristizábal Ospina, kolumbianischer Bischof
- 1928: Friedgard Kurze, deutsche Puppenspielerin
- 1928: Arlene Pach, kanadische Pianistin und Musikpädagogin
- 1929: J. F. Ade Ajayi, nigerianischer Historiker und Hochschullehrer
- 1930: Sivuca, brasilianischer Akkordeonspieler
- 1931: Willibald Hilf, deutscher Rundfunkintendant
- 1932: Frank Beyer, deutscher Filmregisseur
- 1932: Jacqueline Morgenstern, jüdisches Mädchen, Opfer des Holocaust
- 1933: Walter Reichert, deutscher Motorradrennfahrer
- 1935: Pat Carney, kanadische Politikerin und Ministerin
- 1935: Joachim Jaeger, deutscher evangelisch-lutherischer Geistlicher
- 1936: Guido Eugster, Schweizer Sänger und Musikproduzent
- 1937: Neil Ardley, englischer Pianist und Komponist
- 1937: Yehuda Yannay, israelischer Komponist
- 1938: Günter Augustat, deutscher Fußballspieler
- 1938: William Bolcom, US-amerikanischer Komponist und Pianist
- 1938: Jaki Liebezeit, deutscher Schlagzeuger
- 1938: Peter Westbury, britischer Automobilrennfahrer
- 1939: Manfred Kanther, deutscher Politiker, MdB, Bundesminister
- 1939: Merab Kostawa, georgischer Dissident
- 1939: Michel Merlet, französischer Komponist und Musikpädagoge
- 1939: Hermann Markus Preßl, österreichischer Komponist, Violinist und Musikpädagoge
- 1940: Levon Helm, US-amerikanischer Musiker
- 1941: Aldrich Hazen Ames, US-amerikanischer Spion
- 1941: Giorgio Ariani, italienischer Komiker und Schauspieler
- 1941: Götz Bernau, deutscher Geiger, Musikforscher und Musikpädagoge
- 1941: Imants Kalniņš, lettischer Komponist
- 1943: Max Mamers, französischer Automobilrennfahrer und Motorsportfunktionär
- 1943: Erica Terpstra, niederländische Schwimmerin, Parlamentsabgeordnete und Staatssekretärin
- 1944: Jürgen Hohl, deutscher Heimatkundler und Restaurator
- 1944: Rune Lindström: schwedischer Skirennläufer
- 1944: Sam Posey, US-amerikanischer Automobilrennfahrer
- 1945: Donald Steven, kanadischer Komponist
- 1946: Leslie Aiello, US-amerikanische Paläoanthropologin
- 1946: Ruprecht Polenz, deutscher Politiker
- 1946: Mick Ronson, britischer Gitarrist, Komponist, Multiinstrumentalist, Arrangeur und Produzent
- 1946: Ulrich Schubert, österreichischer Chemiker
- 1947: Gerd Biegel, deutscher Historiker und Museumsdirektor
- 1947: Christian Schmid, Schweizer Dialektologe und Rundfunkredaktor
- 1948: Stevie Nicks, US-amerikanische Sängerin
- 1948ː Jenny Randerson, Baroness Randerson, walisisches liberaldemokratisches Mitglied des House of Lords
- 1949: Jeremy Corbyn, britischer Gewerkschaftsfunktionär und Politiker
- 1949: Ward Cunningham, US-amerikanischer Programmierer
- 1949: Pam Grier, US-amerikanische Schauspielerin
- 1949: Dan Pastorini, US-amerikanischer American-Football-Spieler
- 1949: Harald Weiss, deutscher Komponist, Dirigent, Opernregisseur und Schriftsteller
- 1950: Lukas Mühlemann, Schweizer Bankmanager

#### 1951–1975
- 1951: Ilona Christen, deutsche Hörfunk- und Fernsehmoderatorin
- 1951: Muhammed Ahmed Faris, syrischer Pilot und Kosmonaut

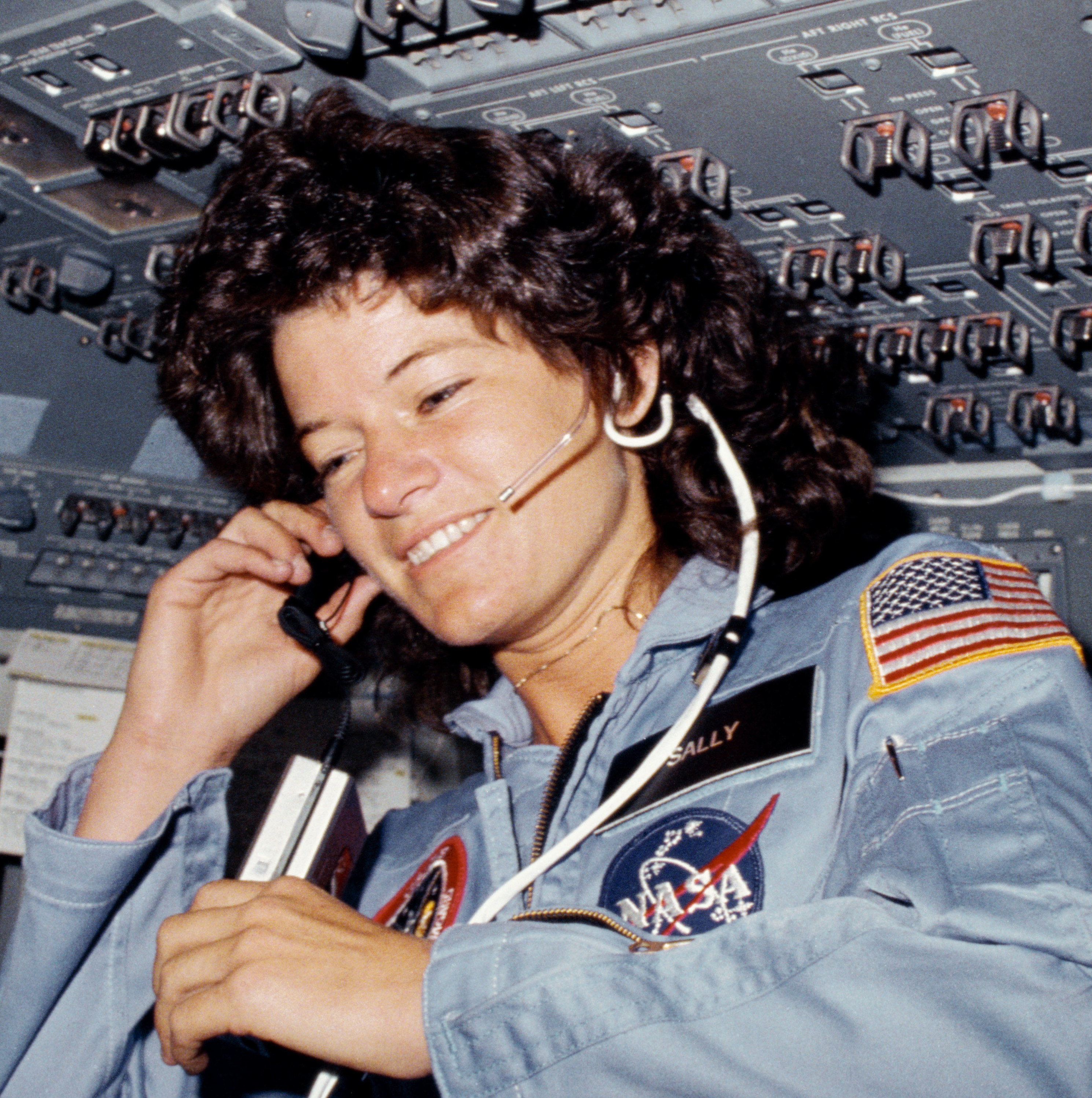
Sally Ride (* 1951)

- 1951: Sally Ride, US-amerikanische Astrophysikerin und Astronautin
- 1951: Stuart Tosh, britischer Musiker (10cc)
- 1952: Ursula Arnold-Cramer, deutsche Politikerin
- 1952: Liane Rudolph, deutsche Schauspielerin, Synchronsprecherin und Kabarettistin
- 1953: David Torn, US-amerikanischer Jazz-Gitarrist und Komponist
- 1954: Marian Gold, deutscher Sänger und Songschreiber
- 1954: Alan Hollinghurst, britischer Schriftsteller
- 1954: Erich Hackl, österreichischer Schriftsteller und Übersetzer
- 1954: Wolfgang Sidka, deutscher Fußballspieler und -trainer
- 1954: Lisbeth Zwerger, österreichische Kinderbuchillustratorin

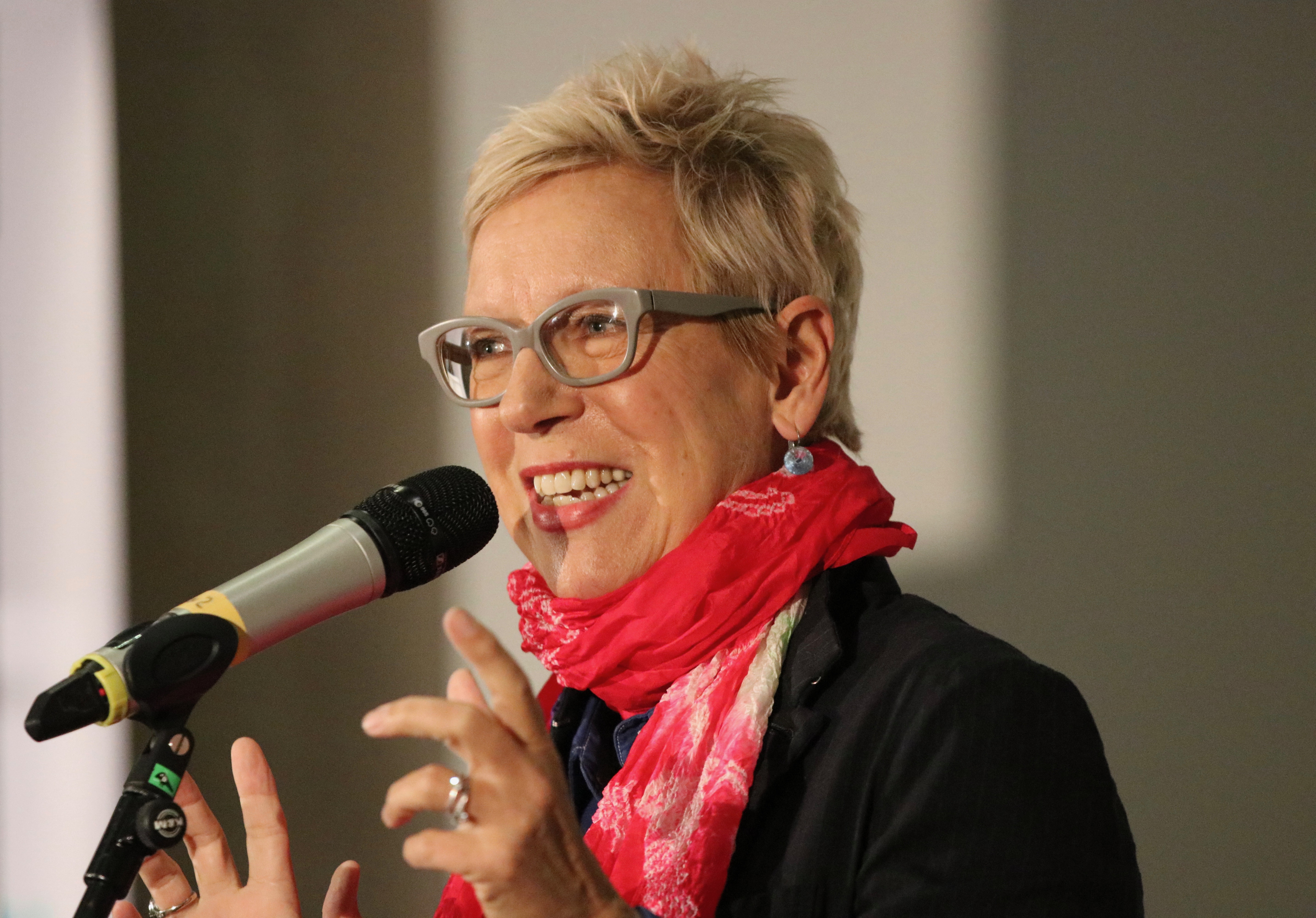
Doris Dörrie (* 1955)

- 1955: Doris Dörrie, deutsche Schauspielerin, Drehbuchautorin und Regisseurin
- 1956: Pierre Aussu, französischer Fußballspieler
- 1956: Bernhard Hurm, deutscher Schauspieler, Autor, Theatergründer, Regisseur und Intendant
- 1957: Ala al-Aswani, ägyptischer Schriftsteller und Zahnarzt
- 1957: Ulrike Lunacek, österreichische Politikerin
- 1957: Olivia Pascal, deutsche Schauspielerin
- 1957: Margareta Wolf, deutsche Politikerin
- 1957: Klaus Pruenster, österreichischer Musiker
- 1958: Fayek ’Adly ’Azb, ägyptischer Boxer
- 1959: Lothar Neukirchner, deutscher Motorradrennfahrer
- 1960: Ulla Baur, deutsche Musikerin
- 1960: André Kudelski, Schweizer Manager
- 1961: Matthias Ahrens, deutscher Skilangläufer, Biathlet und Biathlontrainer
- 1961: Juris Tone, lettischer Bobfahrer und Leichtathlet

- 1962: Black, britischer Sänger

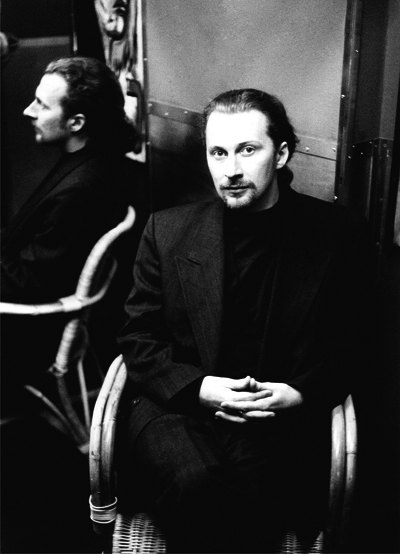
Black (* 1962)

- 1962: Bobcat Goldthwait, US-amerikanischer Komiker, Schauspieler, Regisseur und Drehbuchautor
- 1962: Krzysztof Warlikowski, polnischer Theaterregisseur
- 1964: İlkay Akkaya, türkische Sängerin
- 1964: Patrick Antaki, libanesischer Skeletonsportler
- 1964: Werner Eugster, Schweizer Geograph und Wissenschaftler
- 1964: Róbert Gátai, ungarischer Florettfechter
- 1964: Cordula Kablitz-Post, deutsche Regisseurin, Autorin und Filmproduzentin
- 1964: Caitlín R. Kiernan, US-amerikanische Autorin
- 1964: Michaela Kolster, deutsche Fernsehjournalistin und Moderatorin
- 1964: Lenny Kravitz, US-amerikanischer Musiker
- 1964: Tobias Künzel, deutscher Sänger
- 1964: Rainer Merkel, deutscher Schriftsteller
- 1964: Javier Parrado, bolivianischer Komponist
- 1964: Waleri Borissowitsch Salow, russischer Schachmeister
- 1964: Shi Zhengli, chinesische Virologin
- 1964: Carl Thompson, britischer Boxer
- 1964: Alison Wyeth, britische Mittel- und Langstreckenläuferin
- 1965: Christina Lux, deutsche Musikerin, Sängerin, Gitarristin und Komponistin
- 1966: Zola Budd, südafrikanische Leichtathletin

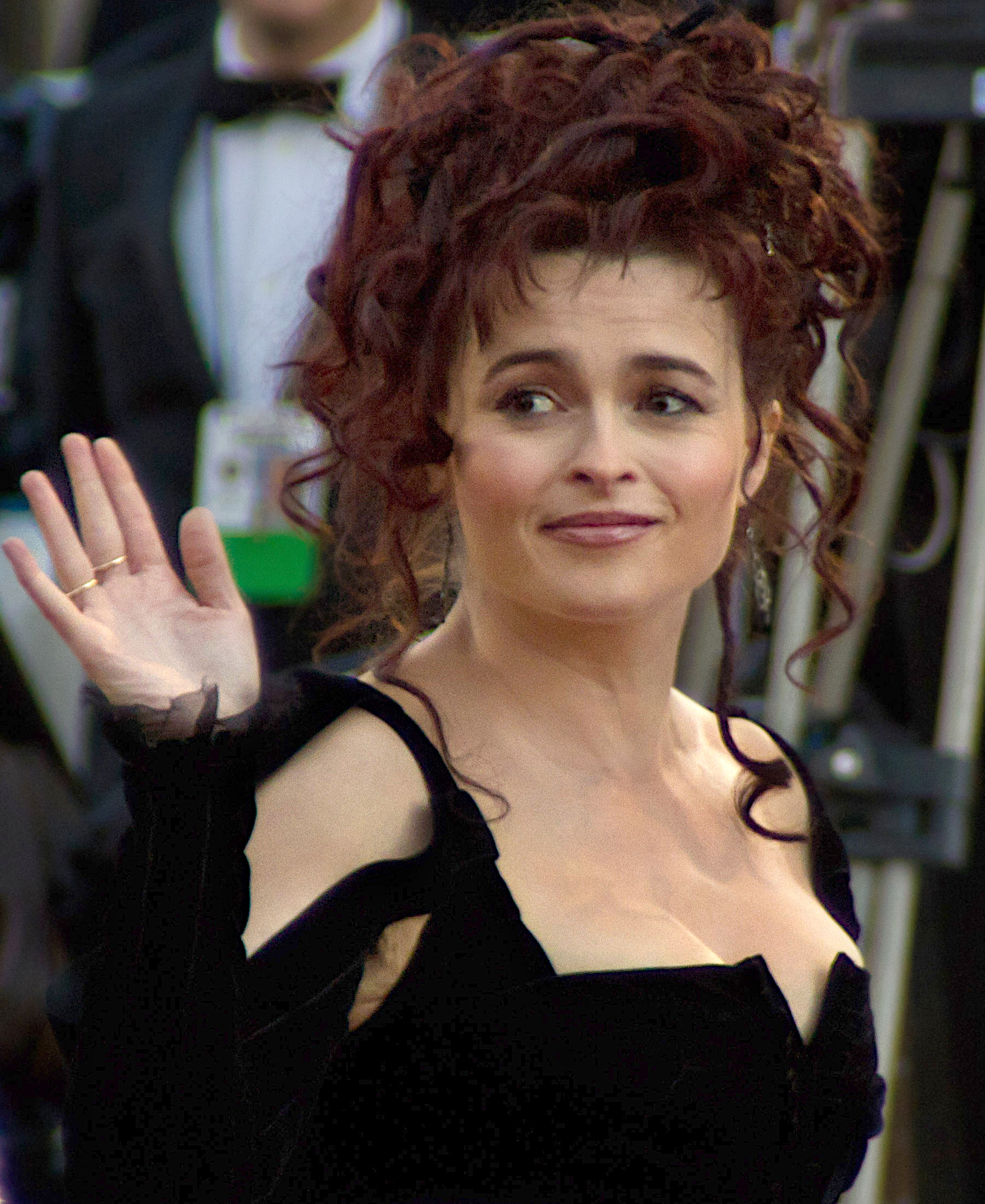
Helena Bonham Carter (* 1966)

- 1966: Helena Bonham Carter, britische Schauspielerin
- 1967: Kristen Pfaff, US-amerikanische Bassistin (Hole)
- 1967: Philip Treacy, irischer Modist und Designer
- 1968: Frederik von Dänemark, dänischer König
- 1971: Susan Andrews, australische Sprinterin und Mittelstreckenläuferin
- 1971: Shannon Kenny, australische Schauspielerin
- 1971: Sven Lakenmacher, deutscher Handballtrainer und Handballspieler
- 1971: Matt Stone, US-amerikanischer Schöpfer der Comic-Sendung South Park
- 1973: Magdalena Kožená, tschechische Mezzosopranistin
- 1974: Kozue Amano, japanische Manga-Zeichnerin
- 1974: Sílvio Antônio, brasilianischer Fußballspieler

#### 1976–2000

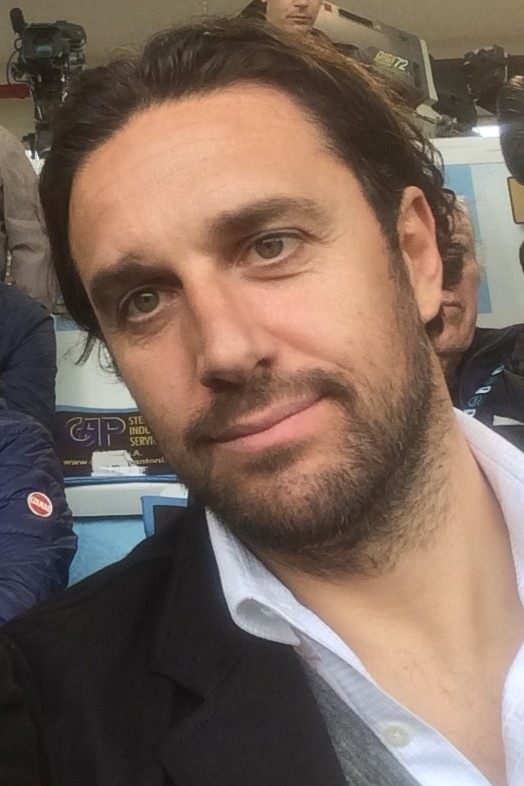
Luca Toni (* 1977)

- 1977: Luca Toni, italienischer Fußballspieler
- 1978: Benji Gregory, US-amerikanischer Schauspieler
- 1978: Fabio Firmani, italienischer Fußballspieler
- 1979: Michael Meichßner, deutscher Schauspieler und Regisseur
- 1979: Mehmet Okur, türkischer Basketballspieler
- 1979: Jonas Reckermann, deutscher Beach-Volleyballspieler
- 1981: Eda-Ines Etti, estnische Sängerin
- 1982: Monique Alexander, US-amerikanische Pornodarstellerin und Aktmodell
- 1982: Maja Andrejewna Petrowa, russische Handballspielerin
- 1983: Demy de Zeeuw, niederländischer Fußballspieler
- 1984: Anna Kaminski, deutsche Schauspielerin
- 1984: Morten Slundt, dänischer Handballspieler
- 1986: Matti Oivanen, finnischer Volleyballspieler
- 1986: Àstrid Bergès-Frisbey, spanisch-französische Schauspielerin
- 1987: Daniel Lackner, österreichischer Skispringer

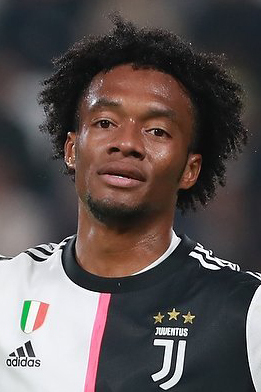
Juan Cuadrado (* 1988)

- 1988: Juan Cuadrado, kolumbianischer Fußballspieler
- 1988: Sami Kennedy-Sim, australische Freestyle-Skierin
- 1988: Sina Martens, deutsche Schauspielerin
- 1988: Susann Müller, deutsche Handballspielerin und -trainerin
- 1989: Thomas Fabbiano, italienischer Tennisspieler
- 1989: Tomáš Pekhart, tschechischer Fußballspieler
- 1989: Kenny Leon Veal, US-amerikanischer Arena-Football-Spieler
- 1989: Justin Williams, US-amerikanischer Radrennfahrer
- 1991: Julianna Rose Mauriello, US-amerikanische Schauspielerin und Tänzerin
- 1992: Philipine van Aanholt, niederländische Seglerin
- 1992: Anna Bullard-Werner, deutsche Schauspielerin
- 1992: Jesse Weißenfels, deutscher Fußballspieler
- 1994: Jolyn Beer, deutsche Sportschützin
- 1994: Jherson Vergara, kolumbianischer Fußballspieler
- 1997: Jessica Hilzinger, deutsche Skirennläuferin
- 2000: Hannah Neise, deutsche Skeletonpilotin
- 2000: Hwang Ye-ji, südkoreanische Sängerin

### 21. Jahrhundert
- 2002: Jan Thielmann, deutscher Fußballspieler

## Gestorben

### Vor dem 18. Jahrhundert
- 0604: Augustinus von Canterbury, erster Erzbischof von Canterbury
- 0735: Beda Venerabilis, englischer Benediktinermönch, Theologe und Geschichtsschreiber
- 0818: ʿAlī ibn Mūsā ar-Ridā, achter Imam nach dem Glauben der Zwölferschiiten (direkter Nachfahre des Propheten Mohammed)
- 0946: Edmund I., englischer König
- 1035: Berengar Raimund I., Graf von Barcelona, Girona und Ausona
- 1055: Adalbert der Siegreiche, österreichischer Markgraf
- 1241: Roger Bernard II., Graf von Foix
- 1339: Anna, litauische Prinzessin und Königin von Polen
- 1362: Ludwig von Tarent, Fürst von Tarent, König von Neapel und Graf von Provence
- 1375: Konrad II. von Kirchberg-Wallhausen, Bischof von Meißen
- 1390: Ferry Cassinel, Erzbischof von Reims
- 1401: Andreas Franchi, italienischer Dominikaner, Bischof von Lucca, Orvieto und Pistoia
- 1421: Mehmed I., Sultan des Osmanischen Reiches
- 1489: Johannes Hettlinger, Stadtschreiber von Rapperswil, Anführer der proeidgenössischen Kräfte und des Aufstands gegen Habsburg
- 1489: Adolf Rusch, Straßburger Buchdrucker, Verleger und Kaufmann
- 1504: Margarethe von Hanau-Lichtenberg, Gräfin von Nassau-Wiesbaden

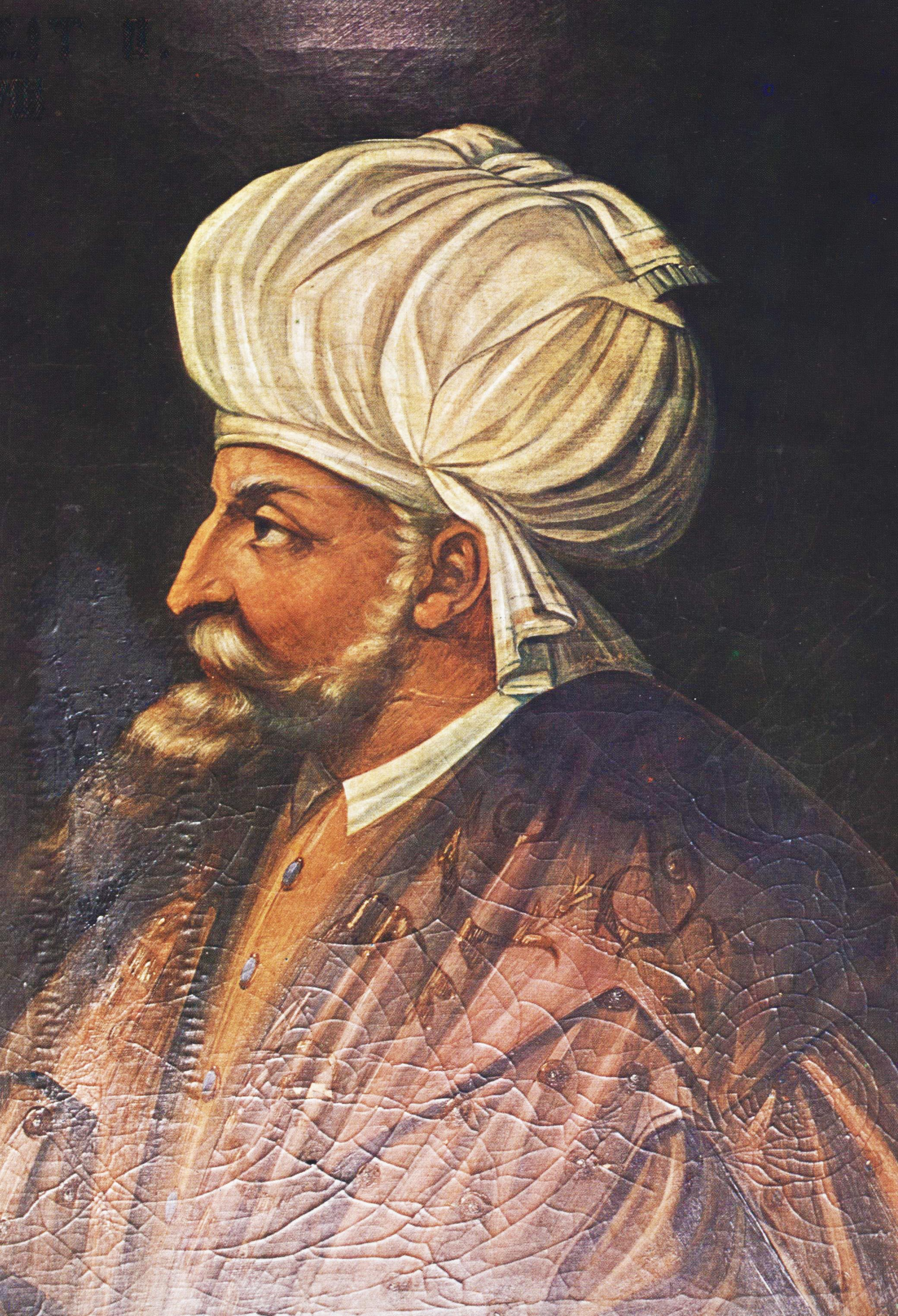
Bayezid II. († 1512)

- 1512: Bayezid II., Sultan des Osmanischen Reiches
- 1552: Sebastian Münster, deutsch-schweizerischer Kosmograph und Hebraist
- 1565: Albrecht Klever, Lübecker Ratsherr
- 1565: Georg Sigmund Seld, Reichsvizekanzler des Heiligen Römischen Reiches
- 1566: Antonio de Cabezón, spanischer Komponist und Organist
- 1583: Esmé Stewart, 1. Duke of Lennox, schottischer Adeliger
- 1586: Walburgis, Gräfin von Rietberg
- 1595: Philipp Neri, italienischer katholischer Reformer und Heiliger
- 1606: Diego Núñez de Avendaño, spanischer Jurist und Vizekönig von Peru
- 1645: Mariana de Jesús de Paredes y Flores, Ordensfrau, Mystikerin und Heilige
- 1648: Vincent Voiture, französischer Dichter und Schriftsteller
- 1653: Robert Filmer, englischer politischer Theoretiker
- 1676: Johann Jakob Bodmer, Schweizer Buchdrucker, Dichter und Politiker
- 1679: Ferdinand Maria, Kurfürst von Bayern
- 1682: Johann Heinrich Ott, Schweizer evangelischer Geistlicher und Hochschullehrer
- 1685: Karl II., Kurfürst der Pfalz
- 1687: Hans Joachim Haltmeyer, Schweizer Apotheker und Bürgermeister von St. Gallen

### 18. Jahrhundert

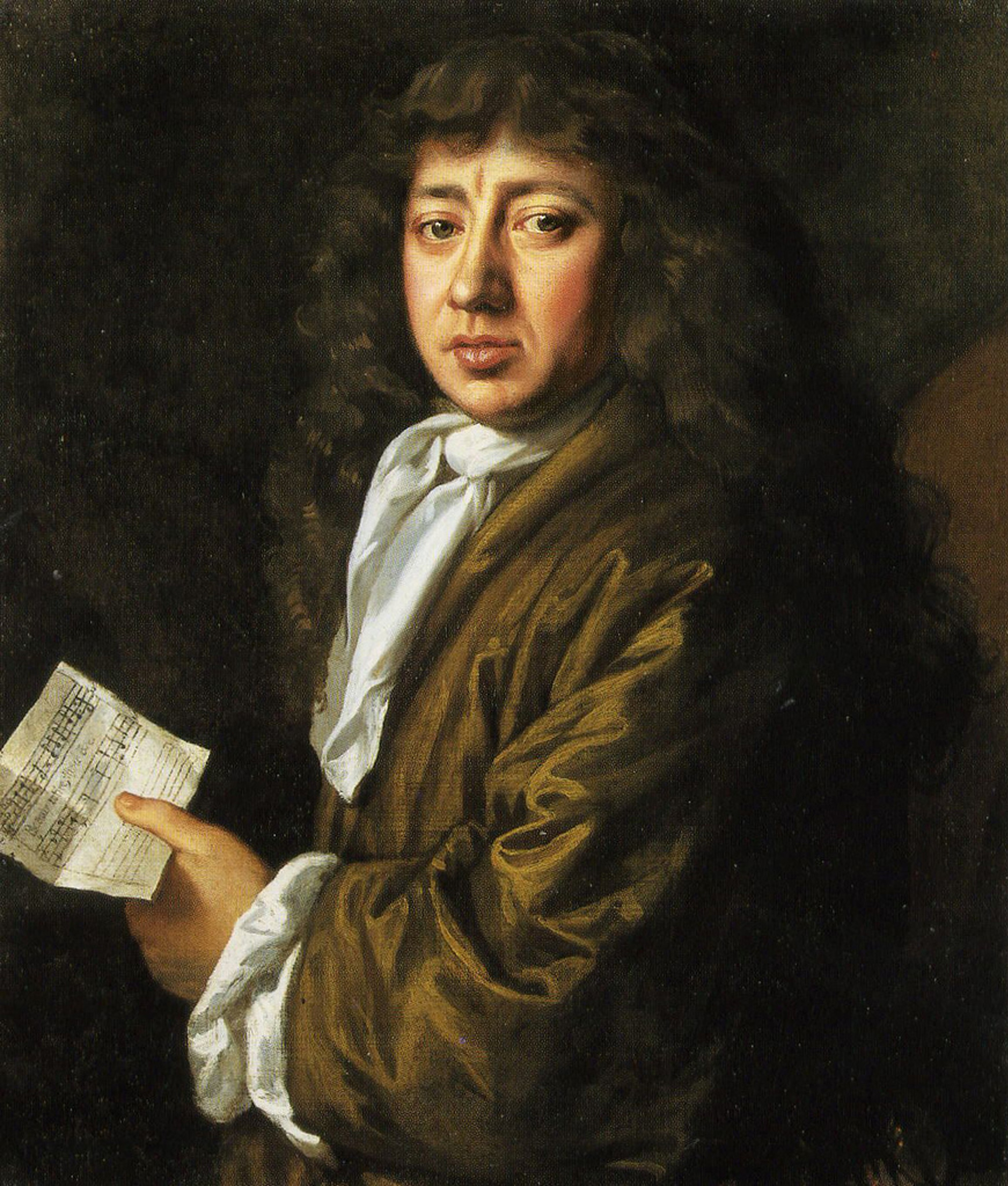
Samuel Pepys († 1703)

- 1703: Samuel Pepys, englischer Beamter und Chronist
- 1713: Veith Steinböck, österreichischer Steinmetzmeister und Bildhauer, Dombaumeister und Obervorsteher der Wiener Bauhütte
- 1722: Sébastien Vaillant, französischer Botaniker
- 1727: Francesco Farnese, Herzog von Parma und Piacenza
- 1749: Johann Georg Fincke, deutscher Orgelbauer
- 1764: Peter Joseph Kofler, Bürgermeister von Wien
- 1766: Elias Hayum, pfälzischer Hof- und Milizfaktor in Mannheim
- 1767: Friedrich Heinrich Karl von Preußen, preußischer Offizier
- 1768: Félix de Berroeta, spanischer Offizier, Kolonialverwalter und Gouverneur von Chile
- 1774: Wilhelm Reinhard von Neipperg, österreichischer Heerführer
- 1780: Hans von Ahlefeldt, deutscher Geheimrat und Amtmann
- 1781: Andreas Weber, deutscher Philosoph und lutherischer Theologe
- 1790: Nathaniel Folsom, US-amerikanischer Politiker, Delegierter für New Hampshire im Kontinentalkongress
- 1791: Joseph von Spaur, Fürstbischof von Seckau und Fürstbischof von Brixen
- 1793: Eliza Lucas Pinckney, amerikanische Pflanzerin
- 1794: Wilhelm von Alhaus, Kreuzherr und Weihbischof in Münster und Osnabrück
- 1800: Curt Heinrich Gottlieb von Arnim, preußischer Oberst
- 1800: Alonso Núñez de Haro y Peralta, spanischer Bischof, Kolonialverwalter und Vizekönig von Neuspanien

### 19. Jahrhundert
- 1816: Adrian Zingg, Schweizer Maler, Radierer, Zeichner und Kupferstecher
- 1817: Johann Heinrich Philipp Seidenstücker, deutscher Pädagoge und Schulleiter
- 1821: Constance Mayer, französische Malerin
- 1828: John Oxley, australischer Entdecker
- 1831: Georg Hermes, deutscher Theologe und Philosoph
- 1842: Caroline Auguste Fischer, deutsche Schriftstellerin und Frauenrechtlerin
- 1845: Jónas Hallgrímsson, isländischer Poet und Naturwissenschaftler
- 1852: Johan Gunder Adler, dänisch-norwegischer Beamter
- 1854: Bernhard Matter, Schweizer Dieb und Ausbrecherkönig

Charles Sealsfield († 1864)

- 1864: Charles Sealsfield, mährischer Schriftsteller
- 1870: Thomas Dickens Arnold, US-amerikanischer Politiker
- 1871: Aimé Maillart, französischer Komponist
- 1873: August Conradi, deutscher Komponist
- 1875: Gustav von Amstetter, deutscher Jurist und Politiker
- 1876: Hermann Joseph Müller, deutscher Beamter, Jurist, Journalist, Professor und Mitglied der Frankfurter Nationalversammlung
- 1876: Panajot Wolow, bulgarischer Revolutionär
- 1881: Jacob Bernays, deutscher Philologe und Schriftsteller
- 1883: Abd el-Kader, algerischer Emir und Freiheitskämpfer
- 1884: Joaquim António de Aguiar, portugiesischer Regierungschef
- 1884: Wilhelm Achtermann, deutscher Bildhauer
- 1884: Louis Germond der Jüngere, Schweizer Geistlicher, Gründer einer höheren Töchterschule
- 1888: Ascanio Sobrero, italienischer Chemiker
- 1892: Max von Forckenbeck, deutscher Jurist und Politiker, Bürgermeister von Berliner
- 1895: Ahmed Cevdet Pascha, osmanischer Staatsmann, Historiker und Rechtsgelehrter
- 1896: Gustav Heerbrandt, deutsch-amerikanischer Unternehmer und Zeitungsherausgeber

### 20. Jahrhundert

#### 1901–1950
- 1901: Bohumil Turek, tschechoslowakischer Motorrad- und Automobilrennfahrer

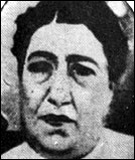
Ayşe Teymûr († 1902)

- 1902: Ayşe Teymûr, ägyptische Dichterin
- 1905: Sawwa Timofejewitsch Morosow, russischer Kaufmann, Industrieller, Mäzen und Philanthrop
- 1905: Alphonse de Rothschild, französischer Bankier

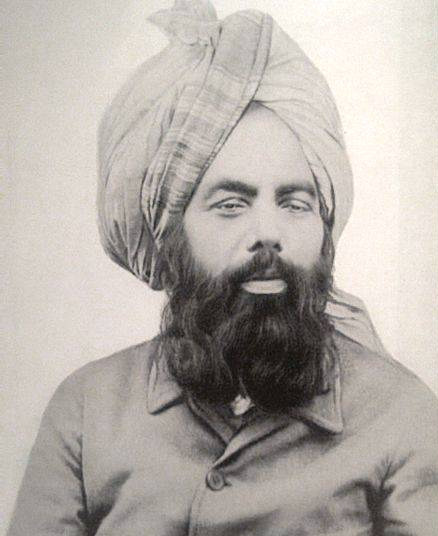
Mirza Ghulam Ahmad († 1908)

- 1908: Mirza Ghulam Ahmad, religiöse Persönlichkeit in Britisch-Indien, Begründer der Ahmadiyya-Bewegung
- 1911: Paul Ewald, deutscher evangelischer Theologe und Hochschullehrer
- 1912: Amalie Maria, Gräfin von Württemberg
- 1912: Jan Blockx, belgischer Komponist
- 1914: Jacob August Riis, US-amerikanischer Fotograf
- 1915: Emil Lask, deutscher Philosoph
- 1917: Wilhelm Heinrich Maria Engelhard, deutscher Politiker und Landrat
- 1919: Wilhelm Kaspar, lettischer Pastor und evangelischer Bekenner
- 1923: Albert Leo Schlageter, deutscher Freikorpskämpfer
- 1927: Boris Michailowitsch Kustodijew, russischer bzw. sowjetischer Maler
- 1928: Rudolf Heinze, deutscher Jurist und Politiker
- 1930: David D. Aitken, US-amerikanischer Politiker
- 1930: António Augusto da Costa Mota, portugiesischer Bildhauer
- 1931: Hans von Arnim, deutscher Altphilologe
- 1931: Kate Marsden, britische Krankenschwester und Lepraforscherin
- 1932: C. Frank Reavis, US-amerikanischer Politiker
- 1933: Jimmie Rodgers, US-amerikanischer Countrymusiker
- 1937: Theodor Ahlrichs, deutscher Theologe
- 1937: Ludolf von Krehl, deutscher Mediziner
- 1938: John Jacob Abel, US-amerikanischer Biochemiker und Pharmakologe
- 1940: Silvio Vailati, italienischer Motorradrennfahrer
- 1940: Wilhelm von Preußen, ältester Sohn des preußischen und deutschen Kronprinzen
- 1942ː Melanie Adler, österreichische Ärztin, Opfer der Shoa
- 1942ː Elsa Bienenfeld, österreichische Musikhistorikerin und -kritikerin, Holocaustopfer
- 1942: Jan Maria Michał Kowalski, polnischer Bischof
- 1942ː Marianne Saxl-Deutsch, österreichische Malerin, Grafikerin und Kunstgewerblerin
- 1943: Rein Boomsma, niederländischer Fußballspieler
- 1943: Edsel Ford, Sohn von Henry Ford, Präsident der Ford Motor Company
- 1944: Edmund Horton, US-amerikanischer Bobsportler
- 1944: Paul Schultheiss, deutscher General
- 1944: Kurt Wabbel, deutscher Gewerkschaftsfunktionär
- 1944: Christian Wirth, deutscher Beamter der Kriminalpolizei, Kriegsverbrecher
- 1947: Helen Aitchison, britische Tennisspielerin
- 1948: Theo Morell, deutscher NS-Arzt

#### 1951–2000

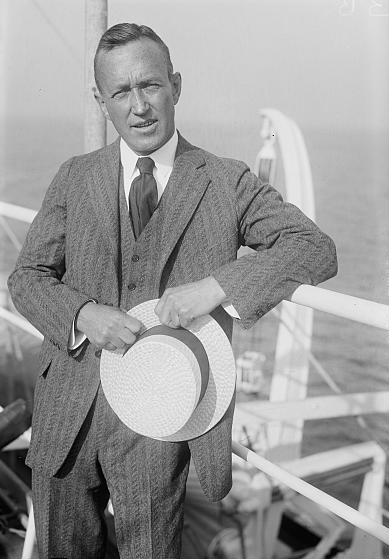
Lincoln Ellsworth († 1951)

- 1951ː Agnes Cleve-Jonand, schwedische Künstlerin
- 1951: Lincoln Ellsworth, US-amerikanischer Polarforscher
- 1952: Emilie Flöge, österreichische Designerin, Modeschöpferin und Unternehmerin
- 1953: Eugen Schneider, Schweizer Architekt und Politiker
- 1953: Albert Spalding, US-amerikanischer Violinvirtuose und Komponist
- 1954: Franz Pfemfert, deutscher Publizist und Herausgeber, Literaturkritiker und Fotograf
- 1955: Alberto Ascari, italienischer Rennfahrer
- 1955ː Lux Guyer, Schweizer Architektin
- 1958: Francis Carco, französischer Schriftsteller
- 1958: Ruth Smith, färöische Malerin und Grafikerin
- 1959: Jess Willard, US-amerikanischer Countrymusiker
- 1962: Aida de Acosta, amerikanisch-kubanische Fliegerin
- 1962: Erich von Holst, deutscher Biologe und Verhaltensphysiologe
- 1966: Hannah von Mettal, tschechische Übersetzerin
- 1966: Sigurd Lyngbæk, dänischer Kaufmann
- 1966: Hermann Schäfer, deutscher Politiker, MdB
- 1967: Otto Löble, deutscher Fußballspieler
- 1973: Karl Löwith, deutscher Philosoph
- 1974: Edouard Probst, Schweizer Automobilrennfahrer
- 1974: Hoke Rice, US-amerikanischer Country-Musiker

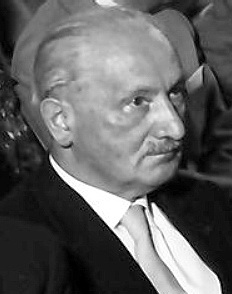
Martin Heidegger († 1976)

- 1976: Martin Heidegger, deutscher Philosoph
- 1976: Heinz Musculus, deutscher Karikaturist, Zeichner und Illustrator
- 1977: William Powell, US-amerikanischer Sänger
- 1978: Erich Hagen, deutscher Radsportler
- 1982: Semra Ertan, türkische Schriftstellerin
- 1983: Louise Weiss, französische Europapolitikerin, MdEP, Journalistin, Schriftstellerin und Feministin
- 1984: Onie Wheeler, US-amerikanischer Musiker und Komponist
- 1986: Witali Michailowitsch Abalakow, sowjetischer Bergsteiger
- 1986: Gian-Carlo Coppola, US-amerikanischer Schauspieler
- 1989: Phineas Newborn, US-amerikanischer Jazzpianist
- 1990: Gerhard Brinkmann, deutscher Grafiker und Karikaturist
- 1990: Edouard Burnier, Schweizer evangelischer Theologe und Hochschullehrer
- 1991: Clemens August Andreae, österreichischer Nationalökonom
- 1992: Constantin Bobescu, rumänischer Violinist, Komponist, Dirigent und Musikpädagoge
- 1992: Hans Epskamp, deutscher Schauspieler
- 1993: Jacek Bierezin, polnischer Poet und Oppositioneller
- 1993: Hellmut Diwald, deutscher Historiker und Publizist
- 1993: Frédérique Rol, Schweizer Ruderin
- 1993: Karl-Reinhard von Schultzendorff, deutscher Brigadegeneral
- 1994ː Muriel Cooper, US-amerikanische Grafikdesignerin, Forscherin und Kunsterzieherin
- 1994: George Wildman Ball, US-amerikanischer Jurist, Politiker und Diplomat
- 1996: Joachim Adamietz, deutscher Altphilologe
- 1997: Manfred von Ardenne, deutscher Naturwissenschaftler
- 1999: Paul Sacher, Schweizer Dirigent und Mäzen

### 21. Jahrhundert
- 2001: Johann Ludwig Atrops, deutscher Ingenieur
- 2001: Vittorio Brambilla, italienischer Motorrad- und Automobilrennfahrer
- 2001: Alberto Korda, kubanischer Fotograf
- 2005: Joe Lee Johnson, US-amerikanischer Rennfahrer
- 2005: Sangoulé Lamizana, burkinischer Staatspräsident

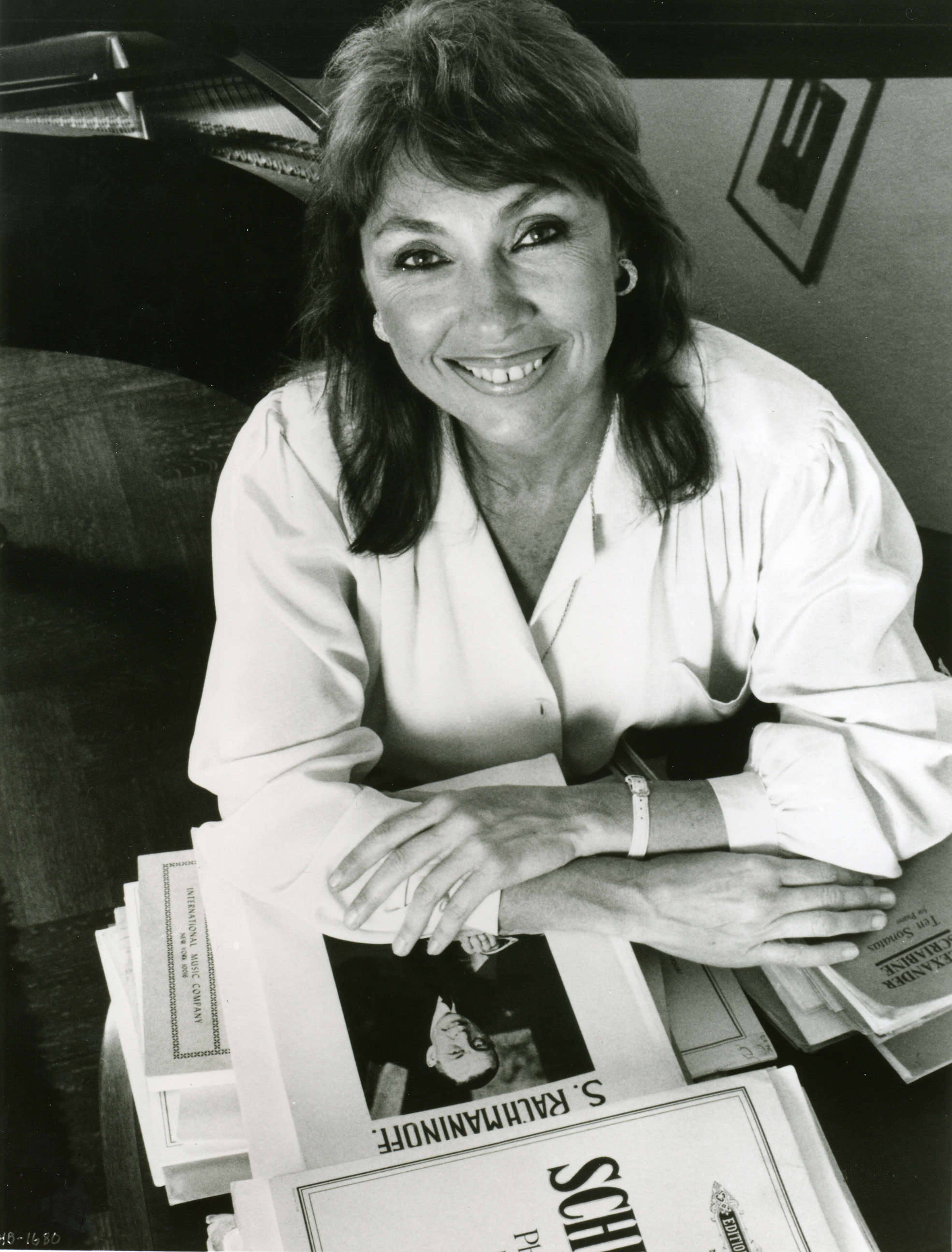
Ruth Laredo († 2005)

- 2005: Ruth Laredo, US-amerikanische Pianistin
- 2005: Krzysztof Nowak, polnischer Fußballspieler
- 2006: Johann Adolf Graf von Kielmansegg, deutscher Offizier
- 2006: Bruno Pasut, italienischer Komponist, Pianist, Organist, Chorleiter, Dirigent und Musikpädagoge
- 2007: Marek Krejčí, slowakischer Fußballspieler
- 2007: Phyllis Sellick, britische Pianistin und Musikpädagogin
- 2008: Sydney Pollack, US-amerikanischer Filmregisseur, -produzent und Schauspieler
- 2009: Antonio Braga, italienischer Komponist und Musikpädagoge
- 2009: Marek Walczewski, polnischer Schauspieler
- 2010: Gerhard Boeden, deutscher Polizeibeamter, Vizepräsident des Bundeskriminalamts, Präsident des Bundesamtes für Verfassungsschutz
- 2011: Peter Dschulnigg, Schweizer römisch-katholischer Theologe
- 2012: Zvi Aharoni, israelischer Mossad-Agent
- 2012: Chuck Austin, US-amerikanischer Jazztrompeter
- 2013: Hildegard Krekel, deutsche Schauspielerin und Synchronsprecherin
- 2013: Otto Muehl, österreichischer Aktionskünstler
- 2013: Jack Vance, US-amerikanischer Schriftsteller
- 2014: Efrem Cattelan, Schweizer Berufsoffizier
- 2014: Joseph Elgiser, ukrainischer Arzt, Komponist, Musikpädagoge und Pianist
- 2014: Manuel Uribe, mexikanischer Gewichtsrekordhalter
- 2015: Vicente Aranda, spanischer Filmregisseur
- 2015: Ursula Brumm, deutsche Amerikanistin
- 2015: Paula Cooper, US-amerikanische Mörderin
- 2016: Loris Francesco Capovilla, italienischer Kardinal
- 2016: Hedy Epstein, deutsch-US-amerikanische Bürgerrechtlerin
- 2016: Annamaria Morini, italienische Musikerin
- 2017: Zbigniew Brzeziński, polnisch-US-amerikanischer Politologe
- 2017: Laura Biagiotti, italienische Modedesignerin
- 2018: Alan LaVern Bean, US-amerikanischer Astronaut
- 2018: Roger Piantoni, französischer Fußballspieler
- 2019: Bart Starr, US-amerikanischer American-Football-Spieler und -Trainer
- 2019: Prem Tinsulanonda, thailändischer Politiker
- 2020: Irm Hermann, deutsche Schauspielerin
- 2020: Albert Lipfert, deutscher Tierarzt und Politiker
- 2021: Tarcisio Burgnich, italienischer Fußballspieler
- 2022: Ann Colman, kanadische Eiskunstläuferin
- 2022: Andrew Fletcher, britischer Musiker
- 2022: Ray Liotta, amerikanischer Schauspieler
- 2025: Ibou Faye, senegalesischer Leichtathlet
- 2025: Waleed al-Jasem Mubarak, kuwaitischer Fußballspieler

## Feier- und Gedenktage
- Kirchliche Gedenktage
  - Hl. Augustinus von Canterbury, Glaubensbote in England, erster Erzbischof von Canterbury (evangelisch, anglikanisch, orthodox, der römisch-katholische Gedenktag ist am 27. Mai)

- Namenstage
  - Alwin, Philipp

- Staatliche Feier- und Gedenktage
  - Georgien: Unabhängigkeit von Russland (1918)

- Weitere Informationen zum Tag
  - Australien: National Sorry Day (seit 1998)

Weitere Einträge enthält die Liste von Gedenk- und Aktionstagen.